# HKT48の楽曲一覧
HKT48の楽曲一覧（エイチケーティー フォーティーエイトのがっきょくいちらん）は、日本の女性アイドルグループ・HKT48による楽曲の一覧である。
重複楽曲はシングルカットされた劇場公演曲などを除き記載していない。シングルカップリング曲の歌唱メンバーは、シングル表題曲ではなくこの項目にのみ記載している。特記無き場合は秋元康による作詞である。

## overture
- overture（HKT48 ver.）
  - 作詞：不明、作編曲：尾澤拓実、歌唱：DJ TAZ

## 劇場公演
| 年             | 楽曲名           | 作詞     | 作曲 | 編曲 | 収録                 | 備考 |
| -------------- | ---------------- | -------- | ---- | ---- | -------------------- | ---- |
| 2019（初披露） | いま、月は満ちる | 指原莉乃 |      |      | 「いま、月は満ちる」 |      |
| 2021           | LOVE ME DOOO     | 指原莉乃 |      |      | 「いま、月は満ちる」 |      |

## シングル
小目次: 2013 - 2014 - 2015 - 2016 - 2017 - 2018 - 2019 - 2020 - 2021 - 2022 - 2023 - 2024 - 2025
| 年   | 楽曲名 | 名義 | 作曲 | 編曲 | 収録                                    | 脚注                                 |
| 年   | 歌唱メンバー | 歌唱メンバー | 歌唱メンバー | 歌唱メンバー | 収録                                    | 脚注                                 |
| ---- | --- | --- | --- | --- | --------------------------------------- | ------------------------------------ |
| 2013 | スキ!スキ!スキップ! | | 小林祐二 | 武藤星児 | 1st「スキ!スキ!スキップ!」              |                                      |
| 2013 | 穴井千尋、植木南央、多田愛佳、兒玉遥、指原莉乃、下野由貴、田島芽瑠、朝長美桜、中西智代梨、渕上舞、松岡菜摘、宮脇咲良、村重杏奈、本村碧唯、森保まどか、若田部遥 | 穴井千尋、植木南央、多田愛佳、兒玉遥、指原莉乃、下野由貴、田島芽瑠、朝長美桜、中西智代梨、渕上舞、松岡菜摘、宮脇咲良、村重杏奈、本村碧唯、森保まどか、若田部遥 | 穴井千尋、植木南央、多田愛佳、兒玉遥、指原莉乃、下野由貴、田島芽瑠、朝長美桜、中西智代梨、渕上舞、松岡菜摘、宮脇咲良、村重杏奈、本村碧唯、森保まどか、若田部遥 | 穴井千尋、植木南央、多田愛佳、兒玉遥、指原莉乃、下野由貴、田島芽瑠、朝長美桜、中西智代梨、渕上舞、松岡菜摘、宮脇咲良、村重杏奈、本村碧唯、森保まどか、若田部遥 | 1st「スキ!スキ!スキップ!」              | [ 注 1 ] [ 1 ]                       |
| 2013 | お願いヴァレンティヌ | | 小川コータ | 生田真心 | 1st「スキ!スキ!スキップ!」              |                                      |
| 2013 | 穴井千尋、植木南央、多田愛佳、兒玉遥、指原莉乃、下野由貴、田島芽瑠、朝長美桜、中西智代梨、渕上舞、松岡菜摘、宮脇咲良、村重杏奈、本村碧唯、森保まどか、若田部遥 | 穴井千尋、植木南央、多田愛佳、兒玉遥、指原莉乃、下野由貴、田島芽瑠、朝長美桜、中西智代梨、渕上舞、松岡菜摘、宮脇咲良、村重杏奈、本村碧唯、森保まどか、若田部遥 | 穴井千尋、植木南央、多田愛佳、兒玉遥、指原莉乃、下野由貴、田島芽瑠、朝長美桜、中西智代梨、渕上舞、松岡菜摘、宮脇咲良、村重杏奈、本村碧唯、森保まどか、若田部遥 | 穴井千尋、植木南央、多田愛佳、兒玉遥、指原莉乃、下野由貴、田島芽瑠、朝長美桜、中西智代梨、渕上舞、松岡菜摘、宮脇咲良、村重杏奈、本村碧唯、森保まどか、若田部遥 | 1st「スキ!スキ!スキップ!」              | [ 注 1 ]                             |
| 2013 | 片思いの唐揚げ | あまくち姫 | 若田部誠 | 若田部誠 | 1st「スキ!スキ!スキップ!」              |                                      |
| 2013 | 秋吉優花、梅本泉、多田愛佳、田島芽瑠、田中優香、朝長美桜、深川舞子、宮脇咲良、村重杏奈、本村碧唯、山田麻莉奈、若田部遥 | 秋吉優花、梅本泉、多田愛佳、田島芽瑠、田中優香、朝長美桜、深川舞子、宮脇咲良、村重杏奈、本村碧唯、山田麻莉奈、若田部遥 | 秋吉優花、梅本泉、多田愛佳、田島芽瑠、田中優香、朝長美桜、深川舞子、宮脇咲良、村重杏奈、本村碧唯、山田麻莉奈、若田部遥 | 秋吉優花、梅本泉、多田愛佳、田島芽瑠、田中優香、朝長美桜、深川舞子、宮脇咲良、村重杏奈、本村碧唯、山田麻莉奈、若田部遥 | 1st「スキ!スキ!スキップ!」              | [ 注 2 ] [ 2 ]                       |
| 2013 | 今がイチバン | うまくち姫 | 山本加津彦 | 武藤星児 | 1st「スキ!スキ!スキップ!」              |                                      |
| 2013 | 穴井千尋、安陪恭加、今田美奈、熊沢世莉奈、兒玉遥、坂口理子、指原莉乃、田中菜津美、谷真理佳、中西智代梨、松岡菜摘、森保まどか | 穴井千尋、安陪恭加、今田美奈、熊沢世莉奈、兒玉遥、坂口理子、指原莉乃、田中菜津美、谷真理佳、中西智代梨、松岡菜摘、森保まどか | 穴井千尋、安陪恭加、今田美奈、熊沢世莉奈、兒玉遥、坂口理子、指原莉乃、田中菜津美、谷真理佳、中西智代梨、松岡菜摘、森保まどか | 穴井千尋、安陪恭加、今田美奈、熊沢世莉奈、兒玉遥、坂口理子、指原莉乃、田中菜津美、谷真理佳、中西智代梨、松岡菜摘、森保まどか | 1st「スキ!スキ!スキップ!」              | [ 注 3 ] [ 3 ]                       |
| 2013 | 制服のバンビ | | 若田部誠 | 野中“まさ”雄一 | 1st「スキ!スキ!スキップ!」              |                                      |
| 2013 | 兒玉遥、指原莉乃、宮脇咲良 | 兒玉遥、指原莉乃、宮脇咲良 | 兒玉遥、指原莉乃、宮脇咲良 | 兒玉遥、指原莉乃、宮脇咲良 | 1st「スキ!スキ!スキップ!」              | [ 注 4 ]                             |
| 2013 | キレイゴトでもいいじゃないか? | | 章夫 | 佐々木裕 | 1st「スキ!スキ!スキップ!」              |                                      |
| 2013 | 伊藤来笑、井上由莉耶、岩花詩乃、宇井真白、上野遥、岡田栞奈、岡本尚子、草場愛、神志那結衣、後藤泉、駒田京伽、冨吉明日香 | 伊藤来笑、井上由莉耶、岩花詩乃、宇井真白、上野遥、岡田栞奈、岡本尚子、草場愛、神志那結衣、後藤泉、駒田京伽、冨吉明日香 | 伊藤来笑、井上由莉耶、岩花詩乃、宇井真白、上野遥、岡田栞奈、岡本尚子、草場愛、神志那結衣、後藤泉、駒田京伽、冨吉明日香 | 伊藤来笑、井上由莉耶、岩花詩乃、宇井真白、上野遥、岡田栞奈、岡本尚子、草場愛、神志那結衣、後藤泉、駒田京伽、冨吉明日香 | 1st「スキ!スキ!スキップ!」              | [ 注 5 ]                             |
| 2013 | メロンジュース | | 井上ヨシマサ | 井上ヨシマサ | 2nd「メロンジュース」                   |                                      |
| 2013 | 秋吉優花、穴井千尋、多田愛佳、岡田栞奈、岡本尚子、兒玉遥、指原莉乃、田島芽瑠、谷真理佳、朝長美桜、渕上舞、松岡菜摘、宮脇咲良、村重杏奈、本村碧唯、森保まどか | 秋吉優花、穴井千尋、多田愛佳、岡田栞奈、岡本尚子、兒玉遥、指原莉乃、田島芽瑠、谷真理佳、朝長美桜、渕上舞、松岡菜摘、宮脇咲良、村重杏奈、本村碧唯、森保まどか | 秋吉優花、穴井千尋、多田愛佳、岡田栞奈、岡本尚子、兒玉遥、指原莉乃、田島芽瑠、谷真理佳、朝長美桜、渕上舞、松岡菜摘、宮脇咲良、村重杏奈、本村碧唯、森保まどか | 秋吉優花、穴井千尋、多田愛佳、岡田栞奈、岡本尚子、兒玉遥、指原莉乃、田島芽瑠、谷真理佳、朝長美桜、渕上舞、松岡菜摘、宮脇咲良、村重杏奈、本村碧唯、森保まどか | 2nd「メロンジュース」                   | [ 注 7 ] [ 5 ]                       |
| 2013 | そこで何を考えるか? | | 酒井康男 | 清水哲平 | 2nd「メロンジュース」                   | [ 注 8 ]                             |
| 2013 | 安陪恭加、穴井千尋、今田美奈、植木南央、熊沢世莉奈、兒玉遥、下野由貴、田中菜津美、中西智代梨、深川舞子、松岡菜摘、宮脇咲良、村重杏奈、本村碧唯、森保まどか、若田部遥 | | | | 2nd「メロンジュース」                   |                                      |
| 2013 | 希望の海流 | あまくち姫 | 山上佑 | 野中“まさ”雄一 | 2nd「メロンジュース」                   |                                      |
| 2013 | 植木南央、梅本泉、多田愛佳、下野由貴、田島芽瑠、田中優香、朝長美桜、宮脇咲良、村重杏奈、本村碧唯、山田麻莉奈、若田部遥 | 植木南央、梅本泉、多田愛佳、下野由貴、田島芽瑠、田中優香、朝長美桜、宮脇咲良、村重杏奈、本村碧唯、山田麻莉奈、若田部遥 | 植木南央、梅本泉、多田愛佳、下野由貴、田島芽瑠、田中優香、朝長美桜、宮脇咲良、村重杏奈、本村碧唯、山田麻莉奈、若田部遥 | 植木南央、梅本泉、多田愛佳、下野由貴、田島芽瑠、田中優香、朝長美桜、宮脇咲良、村重杏奈、本村碧唯、山田麻莉奈、若田部遥 | 2nd「メロンジュース」                   | [ 注 2 ] [ 5 ]                       |
| 2013 | 泥のメトロノーム | うまくち姫 | 立花瞳 | 佐々木裕 | 2nd「メロンジュース」                   |                                      |
| 2013 | 穴井千尋、今田美奈、熊沢世莉奈、兒玉遥、後藤泉、駒田京伽、坂口理子、指原莉乃、田中菜津美、中西智代梨、松岡菜摘、森保まどか | 穴井千尋、今田美奈、熊沢世莉奈、兒玉遥、後藤泉、駒田京伽、坂口理子、指原莉乃、田中菜津美、中西智代梨、松岡菜摘、森保まどか | 穴井千尋、今田美奈、熊沢世莉奈、兒玉遥、後藤泉、駒田京伽、坂口理子、指原莉乃、田中菜津美、中西智代梨、松岡菜摘、森保まどか | 穴井千尋、今田美奈、熊沢世莉奈、兒玉遥、後藤泉、駒田京伽、坂口理子、指原莉乃、田中菜津美、中西智代梨、松岡菜摘、森保まどか | 2nd「メロンジュース」                   | [ 注 3 ] [ 3 ]                       |
| 2013 | 波音のオルゴール | | 福田貴訓 | SHIKI | 2nd「メロンジュース」                   |                                      |
| 2013 | 兒玉遥、指原莉乃、田島芽瑠、朝長美桜、宮脇咲良 | 兒玉遥、指原莉乃、田島芽瑠、朝長美桜、宮脇咲良 | 兒玉遥、指原莉乃、田島芽瑠、朝長美桜、宮脇咲良 | 兒玉遥、指原莉乃、田島芽瑠、朝長美桜、宮脇咲良 | 2nd「メロンジュース」                   | [ 注 4 ]                             |
| 2013 | 天文部の事情 | | 章夫 | 若田部誠 | 2nd「メロンジュース」                   |                                      |
| 2013 | 安陪恭加、伊藤来笑、井上由莉耶、岩花詩乃、宇井真白、上野遥、草場愛、神志那結衣、冨吉明日香、深川舞子 | | | | 2nd「メロンジュース」                   |                                      |
| 2014 | 桜、みんなで食べた | | Ryosuke "Dr.R" Sakai | 野中“まさ”雄一 | 3rd「桜、みんなで食べた」               |                                      |
| 2014 | 秋吉優花、穴井千尋、多田愛佳、兒玉遥、指原莉乃、田島芽瑠、田中美久、朝長美桜、中西智代梨、渕上舞、松岡菜摘、宮脇咲良、村重杏奈、本村碧唯、森保まどか、矢吹奈子 | 秋吉優花、穴井千尋、多田愛佳、兒玉遥、指原莉乃、田島芽瑠、田中美久、朝長美桜、中西智代梨、渕上舞、松岡菜摘、宮脇咲良、村重杏奈、本村碧唯、森保まどか、矢吹奈子 | 秋吉優花、穴井千尋、多田愛佳、兒玉遥、指原莉乃、田島芽瑠、田中美久、朝長美桜、中西智代梨、渕上舞、松岡菜摘、宮脇咲良、村重杏奈、本村碧唯、森保まどか、矢吹奈子 | 秋吉優花、穴井千尋、多田愛佳、兒玉遥、指原莉乃、田島芽瑠、田中美久、朝長美桜、中西智代梨、渕上舞、松岡菜摘、宮脇咲良、村重杏奈、本村碧唯、森保まどか、矢吹奈子 | 3rd「桜、みんなで食べた」               | [ 注 7 ] [ 7 ]                       |
| 2014 | 君はどうして? | | 後藤次利 | 後藤次利 | 3rd「桜、みんなで食べた」               |                                      |
| 2014 | 秋吉優花、穴井千尋、多田愛佳、兒玉遥、指原莉乃、田島芽瑠、田中美久、朝長美桜、中西智代梨、渕上舞、松岡菜摘、宮脇咲良、村重杏奈、本村碧唯、森保まどか、矢吹奈子 | 秋吉優花、穴井千尋、多田愛佳、兒玉遥、指原莉乃、田島芽瑠、田中美久、朝長美桜、中西智代梨、渕上舞、松岡菜摘、宮脇咲良、村重杏奈、本村碧唯、森保まどか、矢吹奈子 | 秋吉優花、穴井千尋、多田愛佳、兒玉遥、指原莉乃、田島芽瑠、田中美久、朝長美桜、中西智代梨、渕上舞、松岡菜摘、宮脇咲良、村重杏奈、本村碧唯、森保まどか、矢吹奈子 | 秋吉優花、穴井千尋、多田愛佳、兒玉遥、指原莉乃、田島芽瑠、田中美久、朝長美桜、中西智代梨、渕上舞、松岡菜摘、宮脇咲良、村重杏奈、本村碧唯、森保まどか、矢吹奈子 | 3rd「桜、みんなで食べた」               | [ 注 9 ]                             |
| 2014 | 既読スルー | Team H | 伊藤寛之 | 佐々木裕 | 3rd「桜、みんなで食べた」               |                                      |
| 2014 | 秋吉優花、穴井千尋、井上由莉耶、梅本泉、岡本尚子、神志那結衣、兒玉遥、駒田京伽、坂口理子、指原莉乃、田島芽瑠、田中菜津美、中西智代梨、松岡菜摘、山田麻莉奈、若田部遥 | 秋吉優花、穴井千尋、井上由莉耶、梅本泉、岡本尚子、神志那結衣、兒玉遥、駒田京伽、坂口理子、指原莉乃、田島芽瑠、田中菜津美、中西智代梨、松岡菜摘、山田麻莉奈、若田部遥 | 秋吉優花、穴井千尋、井上由莉耶、梅本泉、岡本尚子、神志那結衣、兒玉遥、駒田京伽、坂口理子、指原莉乃、田島芽瑠、田中菜津美、中西智代梨、松岡菜摘、山田麻莉奈、若田部遥 | 秋吉優花、穴井千尋、井上由莉耶、梅本泉、岡本尚子、神志那結衣、兒玉遥、駒田京伽、坂口理子、指原莉乃、田島芽瑠、田中菜津美、中西智代梨、松岡菜摘、山田麻莉奈、若田部遥 | 3rd「桜、みんなで食べた」               | [ 注 1 ]                             |
| 2014 | 昔の彼氏のお兄ちゃんとつき合うということ | Team KIV | Mr.BLACKHOLE | Mr.BLACKHOLE | 3rd「桜、みんなで食べた」               |                                      |
| 2014 | 今田美奈、植木南央、多田愛佳、岡田栞奈、熊沢世莉奈、後藤泉、下野由貴、田中優香、谷真理佳、冨吉明日香、朝長美桜、渕上舞、宮脇咲良、村重杏奈、本村碧唯、森保まどか | 今田美奈、植木南央、多田愛佳、岡田栞奈、熊沢世莉奈、後藤泉、下野由貴、田中優香、谷真理佳、冨吉明日香、朝長美桜、渕上舞、宮脇咲良、村重杏奈、本村碧唯、森保まどか | 今田美奈、植木南央、多田愛佳、岡田栞奈、熊沢世莉奈、後藤泉、下野由貴、田中優香、谷真理佳、冨吉明日香、朝長美桜、渕上舞、宮脇咲良、村重杏奈、本村碧唯、森保まどか | 今田美奈、植木南央、多田愛佳、岡田栞奈、熊沢世莉奈、後藤泉、下野由貴、田中優香、谷真理佳、冨吉明日香、朝長美桜、渕上舞、宮脇咲良、村重杏奈、本村碧唯、森保まどか | 3rd「桜、みんなで食べた」               | [ 注 10 ]                            |
| 2014 | 覚えてください | 研究生 | Kakoo | 佐々木裕 | 3rd「桜、みんなで食べた」               |                                      |
| 2014 | 荒巻美咲、伊藤来笑、岩花詩乃、宇井真白、上野遥、草場愛、栗原紗英、坂本愛玲菜、田中美久、筒井莉子、外薗葉月、深川舞子、矢吹奈子、山内祐奈、山下エミリー | 荒巻美咲、伊藤来笑、岩花詩乃、宇井真白、上野遥、草場愛、栗原紗英、坂本愛玲菜、田中美久、筒井莉子、外薗葉月、深川舞子、矢吹奈子、山内祐奈、山下エミリー | 荒巻美咲、伊藤来笑、岩花詩乃、宇井真白、上野遥、草場愛、栗原紗英、坂本愛玲菜、田中美久、筒井莉子、外薗葉月、深川舞子、矢吹奈子、山内祐奈、山下エミリー | 荒巻美咲、伊藤来笑、岩花詩乃、宇井真白、上野遥、草場愛、栗原紗英、坂本愛玲菜、田中美久、筒井莉子、外薗葉月、深川舞子、矢吹奈子、山内祐奈、山下エミリー | 3rd「桜、みんなで食べた」               | [ 注 11 ]                            |
| 2014 | 君のことが好きやけん | | 織田哲郎 | 野中“まさ”雄一 | 3rd「桜、みんなで食べた」               | [ 注 12 ]                            |
| 2014 | 秋吉優花、穴井千尋、多田愛佳、兒玉遥、指原莉乃、田島芽瑠、田中美久、朝長美桜、中西智代梨、渕上舞、松岡菜摘、宮脇咲良、村重杏奈、本村碧唯、森保まどか、矢吹奈子 | 秋吉優花、穴井千尋、多田愛佳、兒玉遥、指原莉乃、田島芽瑠、田中美久、朝長美桜、中西智代梨、渕上舞、松岡菜摘、宮脇咲良、村重杏奈、本村碧唯、森保まどか、矢吹奈子 | 秋吉優花、穴井千尋、多田愛佳、兒玉遥、指原莉乃、田島芽瑠、田中美久、朝長美桜、中西智代梨、渕上舞、松岡菜摘、宮脇咲良、村重杏奈、本村碧唯、森保まどか、矢吹奈子 | 秋吉優花、穴井千尋、多田愛佳、兒玉遥、指原莉乃、田島芽瑠、田中美久、朝長美桜、中西智代梨、渕上舞、松岡菜摘、宮脇咲良、村重杏奈、本村碧唯、森保まどか、矢吹奈子 | 3rd「桜、みんなで食べた」               | [ 注 3 ]                             |
| 2014 | 控えめI love you ! | | pakorama | 野中“まさ”雄一 | 4th「控えめI love you !」               |                                      |
| 2014 | 穴井千尋、多田愛佳、木本花音、栗原紗英、神志那結衣、兒玉遥、指原莉乃、田島芽瑠、田中美久、朝長美桜、松岡菜摘、宮脇咲良、本村碧唯、森保まどか、矢吹奈子、山本茉央 | 穴井千尋、多田愛佳、木本花音、栗原紗英、神志那結衣、兒玉遥、指原莉乃、田島芽瑠、田中美久、朝長美桜、松岡菜摘、宮脇咲良、本村碧唯、森保まどか、矢吹奈子、山本茉央 | 穴井千尋、多田愛佳、木本花音、栗原紗英、神志那結衣、兒玉遥、指原莉乃、田島芽瑠、田中美久、朝長美桜、松岡菜摘、宮脇咲良、本村碧唯、森保まどか、矢吹奈子、山本茉央 | 穴井千尋、多田愛佳、木本花音、栗原紗英、神志那結衣、兒玉遥、指原莉乃、田島芽瑠、田中美久、朝長美桜、松岡菜摘、宮脇咲良、本村碧唯、森保まどか、矢吹奈子、山本茉央 | 4th「控えめI love you !」               | [ 注 3 ] [ 8 ]                       |
| 2014 | 今 君を想う | | 川島有真 | 若田部誠 | 4th「控えめI love you !」               | [ 注 16 ]                            |
| 2014 | 秋吉優花、穴井千尋、荒巻美咲、伊藤来笑、井上由莉耶、今田美奈、岩花詩乃、宇井真白、植木南央、上野遥、梅本泉、多田愛佳、岡田栞奈、岡本尚子、木本花音、草場愛、熊沢世莉奈、栗原紗英、神志那結衣、兒玉遥、後藤泉、駒田京伽、坂口理子、坂本愛玲菜、指原莉乃、下野由貴、田島芽瑠、田中菜津美、田中美久、田中優香、谷真理佳、筒井莉子、冨吉明日香、朝長美桜、中西智代梨、深川舞子、渕上舞、外薗葉月、松岡菜摘、宮脇咲良、村重杏奈、本村碧唯、森保まどか、矢吹奈子、山内祐奈、山下エミリー、山田麻莉奈、山本茉央、若田部遥                                                                                     | 秋吉優花、穴井千尋、荒巻美咲、伊藤来笑、井上由莉耶、今田美奈、岩花詩乃、宇井真白、植木南央、上野遥、梅本泉、多田愛佳、岡田栞奈、岡本尚子、木本花音、草場愛、熊沢世莉奈、栗原紗英、神志那結衣、兒玉遥、後藤泉、駒田京伽、坂口理子、坂本愛玲菜、指原莉乃、下野由貴、田島芽瑠、田中菜津美、田中美久、田中優香、谷真理佳、筒井莉子、冨吉明日香、朝長美桜、中西智代梨、深川舞子、渕上舞、外薗葉月、松岡菜摘、宮脇咲良、村重杏奈、本村碧唯、森保まどか、矢吹奈子、山内祐奈、山下エミリー、山田麻莉奈、山本茉央、若田部遥                                                                                     | 秋吉優花、穴井千尋、荒巻美咲、伊藤来笑、井上由莉耶、今田美奈、岩花詩乃、宇井真白、植木南央、上野遥、梅本泉、多田愛佳、岡田栞奈、岡本尚子、木本花音、草場愛、熊沢世莉奈、栗原紗英、神志那結衣、兒玉遥、後藤泉、駒田京伽、坂口理子、坂本愛玲菜、指原莉乃、下野由貴、田島芽瑠、田中菜津美、田中美久、田中優香、谷真理佳、筒井莉子、冨吉明日香、朝長美桜、中西智代梨、深川舞子、渕上舞、外薗葉月、松岡菜摘、宮脇咲良、村重杏奈、本村碧唯、森保まどか、矢吹奈子、山内祐奈、山下エミリー、山田麻莉奈、山本茉央、若田部遥                                                                                     | 秋吉優花、穴井千尋、荒巻美咲、伊藤来笑、井上由莉耶、今田美奈、岩花詩乃、宇井真白、植木南央、上野遥、梅本泉、多田愛佳、岡田栞奈、岡本尚子、木本花音、草場愛、熊沢世莉奈、栗原紗英、神志那結衣、兒玉遥、後藤泉、駒田京伽、坂口理子、坂本愛玲菜、指原莉乃、下野由貴、田島芽瑠、田中菜津美、田中美久、田中優香、谷真理佳、筒井莉子、冨吉明日香、朝長美桜、中西智代梨、深川舞子、渕上舞、外薗葉月、松岡菜摘、宮脇咲良、村重杏奈、本村碧唯、森保まどか、矢吹奈子、山内祐奈、山下エミリー、山田麻莉奈、山本茉央、若田部遥                                                                                     | 4th「控えめI love you !」               | [ 注 21 ]                            |
| 2014 | アイドルの王者 | Team H | cAnON. | K3CP | 4th「控えめI love you !」               |                                      |
| 2014 | 秋吉優花、穴井千尋、井上由莉耶、宇井真白、上野遥、梅本泉、岡本尚子、神志那結衣、兒玉遥、駒田京伽、坂口理子、指原莉乃、田島芽瑠、田中菜津美、田中美久、松岡菜摘、矢吹奈子、山田麻莉奈、山本茉央、若田部遥 | 秋吉優花、穴井千尋、井上由莉耶、宇井真白、上野遥、梅本泉、岡本尚子、神志那結衣、兒玉遥、駒田京伽、坂口理子、指原莉乃、田島芽瑠、田中菜津美、田中美久、松岡菜摘、矢吹奈子、山田麻莉奈、山本茉央、若田部遥 | 秋吉優花、穴井千尋、井上由莉耶、宇井真白、上野遥、梅本泉、岡本尚子、神志那結衣、兒玉遥、駒田京伽、坂口理子、指原莉乃、田島芽瑠、田中菜津美、田中美久、松岡菜摘、矢吹奈子、山田麻莉奈、山本茉央、若田部遥 | 秋吉優花、穴井千尋、井上由莉耶、宇井真白、上野遥、梅本泉、岡本尚子、神志那結衣、兒玉遥、駒田京伽、坂口理子、指原莉乃、田島芽瑠、田中菜津美、田中美久、松岡菜摘、矢吹奈子、山田麻莉奈、山本茉央、若田部遥 | 4th「控えめI love you !」               | [ 注 1 ]                             |
| 2014 | 夏の前 | Team KIV | 板垣祐介 | 板垣祐介 | 4th「控えめI love you !」               |                                      |
| 2014 | 伊藤来笑、今田美奈、岩花詩乃、植木南央、多田愛佳、岡田栞奈、木本花音、草場愛、熊沢世莉奈、後藤泉、下野由貴、田中優香、冨吉明日香、朝長美桜、深川舞子、渕上舞、宮脇咲良、村重杏奈、本村碧唯、森保まどか | 伊藤来笑、今田美奈、岩花詩乃、植木南央、多田愛佳、岡田栞奈、木本花音、草場愛、熊沢世莉奈、後藤泉、下野由貴、田中優香、冨吉明日香、朝長美桜、深川舞子、渕上舞、宮脇咲良、村重杏奈、本村碧唯、森保まどか | 伊藤来笑、今田美奈、岩花詩乃、植木南央、多田愛佳、岡田栞奈、木本花音、草場愛、熊沢世莉奈、後藤泉、下野由貴、田中優香、冨吉明日香、朝長美桜、深川舞子、渕上舞、宮脇咲良、村重杏奈、本村碧唯、森保まどか | 伊藤来笑、今田美奈、岩花詩乃、植木南央、多田愛佳、岡田栞奈、木本花音、草場愛、熊沢世莉奈、後藤泉、下野由貴、田中優香、冨吉明日香、朝長美桜、深川舞子、渕上舞、宮脇咲良、村重杏奈、本村碧唯、森保まどか | 4th「控えめI love you !」               | [ 注 2 ]                             |
| 2014 | 生意気リップス | なこみく | ハサミマン | 野中“まさ”雄一 | 4th「控えめI love you !」               |                                      |
| 2014 | 田中美久、矢吹奈子 | | | | 4th「控えめI love you !」               |                                      |
| 2014 | 私はブルーベリーパイ | ブルーベリーパイ | 鈴木まなか | 鈴木まなか | 4th「控えめI love you !」               |                                      |
| 2014 | 荒巻美咲、栗原紗英、神志那結衣、駒田京伽、坂口理子 | 荒巻美咲、栗原紗英、神志那結衣、駒田京伽、坂口理子 | 荒巻美咲、栗原紗英、神志那結衣、駒田京伽、坂口理子 | 荒巻美咲、栗原紗英、神志那結衣、駒田京伽、坂口理子 | 4th「控えめI love you !」               | [ 注 11 ] [ 11 ]                     |
| 2015 | 12秒 | | Linia | 野中“まさ”雄一 | 5th「12秒」                             |                                      |
| 2015 | 穴井千尋、植木南央、多田愛佳、木本花音、神志那結衣、兒玉遥、指原莉乃、田島芽瑠、田中美久、朝長美桜、松岡菜摘、宮脇咲良、村重杏奈、本村碧唯、森保まどか、矢吹奈子 | 穴井千尋、植木南央、多田愛佳、木本花音、神志那結衣、兒玉遥、指原莉乃、田島芽瑠、田中美久、朝長美桜、松岡菜摘、宮脇咲良、村重杏奈、本村碧唯、森保まどか、矢吹奈子 | 穴井千尋、植木南央、多田愛佳、木本花音、神志那結衣、兒玉遥、指原莉乃、田島芽瑠、田中美久、朝長美桜、松岡菜摘、宮脇咲良、村重杏奈、本村碧唯、森保まどか、矢吹奈子 | 穴井千尋、植木南央、多田愛佳、木本花音、神志那結衣、兒玉遥、指原莉乃、田島芽瑠、田中美久、朝長美桜、松岡菜摘、宮脇咲良、村重杏奈、本村碧唯、森保まどか、矢吹奈子 | 5th「12秒」                             | [ 注 22 ] [ 12 ]                     |
| 2015 | ロックだよ、人生は… | | 鈴木秋則 | 田口智則 / 稲留春雄 | 5th「12秒」                             | カバー                               |
| 2015 | 秋吉優花、穴井千尋、荒巻美咲、伊藤来笑、井上由莉耶、今田美奈、岩花詩乃、宇井真白、植木南央、上野遥、梅本泉、多田愛佳、岡田栞奈、岡本尚子、木本花音、草場愛、熊沢世莉奈、栗原紗英、神志那結衣、兒玉遥、後藤泉、駒田京伽、坂口理子、坂本愛玲菜、指原莉乃、下野由貴、田島芽瑠、田中菜津美、田中美久、田中優香、筒井莉子、冨吉明日香、朝長美桜、深川舞子、渕上舞、外薗葉月、松岡菜摘、宮脇咲良、村重杏奈、本村碧唯、森保まどか、矢吹奈子、山内祐奈、山田麻莉奈、山下エミリー、山本茉央、若田部遥 | 秋吉優花、穴井千尋、荒巻美咲、伊藤来笑、井上由莉耶、今田美奈、岩花詩乃、宇井真白、植木南央、上野遥、梅本泉、多田愛佳、岡田栞奈、岡本尚子、木本花音、草場愛、熊沢世莉奈、栗原紗英、神志那結衣、兒玉遥、後藤泉、駒田京伽、坂口理子、坂本愛玲菜、指原莉乃、下野由貴、田島芽瑠、田中菜津美、田中美久、田中優香、筒井莉子、冨吉明日香、朝長美桜、深川舞子、渕上舞、外薗葉月、松岡菜摘、宮脇咲良、村重杏奈、本村碧唯、森保まどか、矢吹奈子、山内祐奈、山田麻莉奈、山下エミリー、山本茉央、若田部遥 | 秋吉優花、穴井千尋、荒巻美咲、伊藤来笑、井上由莉耶、今田美奈、岩花詩乃、宇井真白、植木南央、上野遥、梅本泉、多田愛佳、岡田栞奈、岡本尚子、木本花音、草場愛、熊沢世莉奈、栗原紗英、神志那結衣、兒玉遥、後藤泉、駒田京伽、坂口理子、坂本愛玲菜、指原莉乃、下野由貴、田島芽瑠、田中菜津美、田中美久、田中優香、筒井莉子、冨吉明日香、朝長美桜、深川舞子、渕上舞、外薗葉月、松岡菜摘、宮脇咲良、村重杏奈、本村碧唯、森保まどか、矢吹奈子、山内祐奈、山田麻莉奈、山下エミリー、山本茉央、若田部遥 | 秋吉優花、穴井千尋、荒巻美咲、伊藤来笑、井上由莉耶、今田美奈、岩花詩乃、宇井真白、植木南央、上野遥、梅本泉、多田愛佳、岡田栞奈、岡本尚子、木本花音、草場愛、熊沢世莉奈、栗原紗英、神志那結衣、兒玉遥、後藤泉、駒田京伽、坂口理子、坂本愛玲菜、指原莉乃、下野由貴、田島芽瑠、田中菜津美、田中美久、田中優香、筒井莉子、冨吉明日香、朝長美桜、深川舞子、渕上舞、外薗葉月、松岡菜摘、宮脇咲良、村重杏奈、本村碧唯、森保まどか、矢吹奈子、山内祐奈、山田麻莉奈、山下エミリー、山本茉央、若田部遥 | 5th「12秒」                             | [ 注 4 ]                             |
| 2015 | 微笑みポップコーン | ポップコーンチルドレン | モチヅキヤスノリ | 佐々木裕 | 5th「12秒」                             | [ 注 23 ]                            |
| 2015 | 荒巻美咲、栗原紗英、坂本愛玲菜、田中美久、筒井莉子、外薗葉月、矢吹奈子、山内祐奈、山下エミリー | 荒巻美咲、栗原紗英、坂本愛玲菜、田中美久、筒井莉子、外薗葉月、矢吹奈子、山内祐奈、山下エミリー | 荒巻美咲、栗原紗英、坂本愛玲菜、田中美久、筒井莉子、外薗葉月、矢吹奈子、山内祐奈、山下エミリー | 荒巻美咲、栗原紗英、坂本愛玲菜、田中美久、筒井莉子、外薗葉月、矢吹奈子、山内祐奈、山下エミリー | 5th「12秒」                             | [ 注 11 ] [ 12 ]                     |
| 2015 | カメレオン女子高生 | Team H | フジノタカフミ | 野中“まさ”雄一 | 5th「12秒」                             |                                      |
| 2015 | 秋吉優花、穴井千尋、井上由莉耶、宇井真白、上野遥、梅本泉、岡本尚子、神志那結衣、兒玉遥、駒田京伽、坂口理子、指原莉乃、田島芽瑠、田中菜津美、田中美久、松岡菜摘、矢吹奈子、山田麻莉奈、山本茉央、若田部遥 | 秋吉優花、穴井千尋、井上由莉耶、宇井真白、上野遥、梅本泉、岡本尚子、神志那結衣、兒玉遥、駒田京伽、坂口理子、指原莉乃、田島芽瑠、田中菜津美、田中美久、松岡菜摘、矢吹奈子、山田麻莉奈、山本茉央、若田部遥 | 秋吉優花、穴井千尋、井上由莉耶、宇井真白、上野遥、梅本泉、岡本尚子、神志那結衣、兒玉遥、駒田京伽、坂口理子、指原莉乃、田島芽瑠、田中菜津美、田中美久、松岡菜摘、矢吹奈子、山田麻莉奈、山本茉央、若田部遥 | 秋吉優花、穴井千尋、井上由莉耶、宇井真白、上野遥、梅本泉、岡本尚子、神志那結衣、兒玉遥、駒田京伽、坂口理子、指原莉乃、田島芽瑠、田中菜津美、田中美久、松岡菜摘、矢吹奈子、山田麻莉奈、山本茉央、若田部遥 | 5th「12秒」                             | [ 注 24 ] [ 13 ]                     |
| 2015 | ハワイへ行こう | Team KIV | 市川裕一 | 市川裕一 | 5th「12秒」                             |                                      |
| 2015 | 伊藤来笑、今田美奈、岩花詩乃、植木南央、多田愛佳、岡田栞奈、木本花音、草場愛、熊沢世莉奈、後藤泉、下野由貴、田中優香、冨吉明日香、朝長美桜、深川舞子、渕上舞、宮脇咲良、村重杏奈、本村碧唯、森保まどか | 伊藤来笑、今田美奈、岩花詩乃、植木南央、多田愛佳、岡田栞奈、木本花音、草場愛、熊沢世莉奈、後藤泉、下野由貴、田中優香、冨吉明日香、朝長美桜、深川舞子、渕上舞、宮脇咲良、村重杏奈、本村碧唯、森保まどか | 伊藤来笑、今田美奈、岩花詩乃、植木南央、多田愛佳、岡田栞奈、木本花音、草場愛、熊沢世莉奈、後藤泉、下野由貴、田中優香、冨吉明日香、朝長美桜、深川舞子、渕上舞、宮脇咲良、村重杏奈、本村碧唯、森保まどか | 伊藤来笑、今田美奈、岩花詩乃、植木南央、多田愛佳、岡田栞奈、木本花音、草場愛、熊沢世莉奈、後藤泉、下野由貴、田中優香、冨吉明日香、朝長美桜、深川舞子、渕上舞、宮脇咲良、村重杏奈、本村碧唯、森保まどか | 5th「12秒」                             | [ 注 25 ] [ 14 ]                     |
| 2015 | 抱いてツインテール | ブルーベリーパイ | 立花瞳 | 佐々木裕 | 5th「12秒」                             |                                      |
| 2015 | 荒巻美咲、栗原紗英、神志那結衣、駒田京伽、坂口理子 | 荒巻美咲、栗原紗英、神志那結衣、駒田京伽、坂口理子 | 荒巻美咲、栗原紗英、神志那結衣、駒田京伽、坂口理子 | 荒巻美咲、栗原紗英、神志那結衣、駒田京伽、坂口理子 | 5th「12秒」                             | [ 注 26 ] [ 15 ]                     |
| 2015 | しぇからしか! | HKT48 feat. 氣志團 | 大分Ken | 佐々木裕 | 6th「しぇからしか!」                    |                                      |
| 2015 | 穴井千尋、多田愛佳、神志那結衣、兒玉遥、坂口理子、指原莉乃、田島芽瑠、田中美久、朝長美桜、渕上舞、松岡菜摘、宮脇咲良、本村碧唯、森保まどか、矢吹奈子、山下エミリー、氣志團 | 穴井千尋、多田愛佳、神志那結衣、兒玉遥、坂口理子、指原莉乃、田島芽瑠、田中美久、朝長美桜、渕上舞、松岡菜摘、宮脇咲良、本村碧唯、森保まどか、矢吹奈子、山下エミリー、氣志團 | 穴井千尋、多田愛佳、神志那結衣、兒玉遥、坂口理子、指原莉乃、田島芽瑠、田中美久、朝長美桜、渕上舞、松岡菜摘、宮脇咲良、本村碧唯、森保まどか、矢吹奈子、山下エミリー、氣志團 | 穴井千尋、多田愛佳、神志那結衣、兒玉遥、坂口理子、指原莉乃、田島芽瑠、田中美久、朝長美桜、渕上舞、松岡菜摘、宮脇咲良、本村碧唯、森保まどか、矢吹奈子、山下エミリー、氣志團 | 6th「しぇからしか!」                    | [ 注 3 ] [ 16 ]                      |
| 2015 | 黄昏のタンデム | | 外山大輔 | 外山大輔 | 6th「しぇからしか!」                    |                                      |
| 2015 | 穴井千尋、多田愛佳、神志那結衣、兒玉遥、坂口理子、指原莉乃、田島芽瑠、田中美久、朝長美桜、渕上舞、松岡菜摘、宮脇咲良、本村碧唯、森保まどか、矢吹奈子、山下エミリー | | | | 6th「しぇからしか!」                    |                                      |
| 2015 | Buddy | Team H | 井上ヨシマサ | 井上ヨシマサ | 6th「しぇからしか!」                    |                                      |
| 2015 | 秋吉優花、穴井千尋、井上由莉耶、宇井真白、上野遥、梅本泉、岡本尚子、神志那結衣、兒玉遥、駒田京伽、坂口理子、指原莉乃、田島芽瑠、田中菜津美、田中美久、松岡菜摘、矢吹奈子、山田麻莉奈、山本茉央、若田部遥 | 秋吉優花、穴井千尋、井上由莉耶、宇井真白、上野遥、梅本泉、岡本尚子、神志那結衣、兒玉遥、駒田京伽、坂口理子、指原莉乃、田島芽瑠、田中菜津美、田中美久、松岡菜摘、矢吹奈子、山田麻莉奈、山本茉央、若田部遥 | 秋吉優花、穴井千尋、井上由莉耶、宇井真白、上野遥、梅本泉、岡本尚子、神志那結衣、兒玉遥、駒田京伽、坂口理子、指原莉乃、田島芽瑠、田中菜津美、田中美久、松岡菜摘、矢吹奈子、山田麻莉奈、山本茉央、若田部遥 | 秋吉優花、穴井千尋、井上由莉耶、宇井真白、上野遥、梅本泉、岡本尚子、神志那結衣、兒玉遥、駒田京伽、坂口理子、指原莉乃、田島芽瑠、田中菜津美、田中美久、松岡菜摘、矢吹奈子、山田麻莉奈、山本茉央、若田部遥 | 6th「しぇからしか!」                    | [ 注 29 ] [ 17 ]                     |
| 2015 | 夢見るチームKIV | Team KIV | 川浦正大 | 若田部誠 | 6th「しぇからしか!」                    |                                      |
| 2015 | 伊藤来笑、今田美奈、岩花詩乃、植木南央、多田愛佳、岡田栞奈、熊沢世莉奈、下野由貴、田中優香、冨吉明日香、朝長美桜、深川舞子、渕上舞、宮脇咲良、村重杏奈、本村碧唯、森保まどか | 伊藤来笑、今田美奈、岩花詩乃、植木南央、多田愛佳、岡田栞奈、熊沢世莉奈、下野由貴、田中優香、冨吉明日香、朝長美桜、深川舞子、渕上舞、宮脇咲良、村重杏奈、本村碧唯、森保まどか | 伊藤来笑、今田美奈、岩花詩乃、植木南央、多田愛佳、岡田栞奈、熊沢世莉奈、下野由貴、田中優香、冨吉明日香、朝長美桜、深川舞子、渕上舞、宮脇咲良、村重杏奈、本村碧唯、森保まどか | 伊藤来笑、今田美奈、岩花詩乃、植木南央、多田愛佳、岡田栞奈、熊沢世莉奈、下野由貴、田中優香、冨吉明日香、朝長美桜、深川舞子、渕上舞、宮脇咲良、村重杏奈、本村碧唯、森保まどか | 6th「しぇからしか!」                    | [ 注 10 ]                            |
| 2015 | いじわるチュー | 矢吹奈子 | 川浦正大 | 野中“まさ”雄一 | 6th「しぇからしか!」                    |                                      |
| 2015 | 矢吹奈子 | | | | 6th「しぇからしか!」                    |                                      |
| 2015 | 恋の指先 | | IKEZO | IKEZO | 6th「しぇからしか!」                    | [ 注 30 ]                            |
| 2015 | 秋吉優花、植木南央、上野遥、岡本尚子、熊沢世莉奈、坂本愛玲菜、下野由貴、村重杏奈、森保まどか、山田麻莉奈 | | | | 6th「しぇからしか!」                    |                                      |
| 2016 | 74億分の1の君へ | | 斉門 | 野中“まさ”雄一 | 7th「74億分の1の君へ」                  |                                      |
| 2016 | 穴井千尋、多田愛佳、神志那結衣、兒玉遥、坂口理子、指原莉乃、田島芽瑠、田中菜津美、田中美久、朝長美桜、渕上舞、松岡菜摘、松岡はな、宮脇咲良、森保まどか、矢吹奈子 | 穴井千尋、多田愛佳、神志那結衣、兒玉遥、坂口理子、指原莉乃、田島芽瑠、田中菜津美、田中美久、朝長美桜、渕上舞、松岡菜摘、松岡はな、宮脇咲良、森保まどか、矢吹奈子 | 穴井千尋、多田愛佳、神志那結衣、兒玉遥、坂口理子、指原莉乃、田島芽瑠、田中菜津美、田中美久、朝長美桜、渕上舞、松岡菜摘、松岡はな、宮脇咲良、森保まどか、矢吹奈子 | 穴井千尋、多田愛佳、神志那結衣、兒玉遥、坂口理子、指原莉乃、田島芽瑠、田中菜津美、田中美久、朝長美桜、渕上舞、松岡菜摘、松岡はな、宮脇咲良、森保まどか、矢吹奈子 | 7th「74億分の1の君へ」                  | [ 注 3 ] [ 19 ]                      |
| 2016 | Chain of love | | 後藤康二 | 生田真心 | 7th「74億分の1の君へ」                  |                                      |
| 2016 | 穴井千尋、荒巻美咲、上野遥、多田愛佳、神志那結衣、兒玉遥、坂口理子、指原莉乃、田島芽瑠、田中美久、朝長美桜、松岡菜摘、宮脇咲良、本村碧唯、森保まどか、矢吹奈子 | 穴井千尋、荒巻美咲、上野遥、多田愛佳、神志那結衣、兒玉遥、坂口理子、指原莉乃、田島芽瑠、田中美久、朝長美桜、松岡菜摘、宮脇咲良、本村碧唯、森保まどか、矢吹奈子 | 穴井千尋、荒巻美咲、上野遥、多田愛佳、神志那結衣、兒玉遥、坂口理子、指原莉乃、田島芽瑠、田中美久、朝長美桜、松岡菜摘、宮脇咲良、本村碧唯、森保まどか、矢吹奈子 | 穴井千尋、荒巻美咲、上野遥、多田愛佳、神志那結衣、兒玉遥、坂口理子、指原莉乃、田島芽瑠、田中美久、朝長美桜、松岡菜摘、宮脇咲良、本村碧唯、森保まどか、矢吹奈子 | 7th「74億分の1の君へ」                  | [ 注 31 ] [ 20 ]                     |
| 2016 | タブーの色 | サクラハルカ | 近藤圭一 | 近藤圭一 | 7th「74億分の1の君へ」                  |                                      |
| 2016 | 兒玉遥、宮脇咲良 | | | | 7th「74億分の1の君へ」                  |                                      |
| 2016 | HKT城、今、動く | プラチナガールズ | 篤永猛彦 | 武藤星児 | 7th「74億分の1の君へ」                  |                                      |
| 2016 | 秋吉優花、荒巻美咲、井上由莉耶、植木南央、岡本尚子、栗原紗英、駒田京伽、下野由貴、田中優香、冨吉明日香、村川緋杏、村重杏奈、本村碧唯、山下エミリー、山本茉央、若田部遥 | 秋吉優花、荒巻美咲、井上由莉耶、植木南央、岡本尚子、栗原紗英、駒田京伽、下野由貴、田中優香、冨吉明日香、村川緋杏、村重杏奈、本村碧唯、山下エミリー、山本茉央、若田部遥 | 秋吉優花、荒巻美咲、井上由莉耶、植木南央、岡本尚子、栗原紗英、駒田京伽、下野由貴、田中優香、冨吉明日香、村川緋杏、村重杏奈、本村碧唯、山下エミリー、山本茉央、若田部遥 | 秋吉優花、荒巻美咲、井上由莉耶、植木南央、岡本尚子、栗原紗英、駒田京伽、下野由貴、田中優香、冨吉明日香、村川緋杏、村重杏奈、本村碧唯、山下エミリー、山本茉央、若田部遥 | 7th「74億分の1の君へ」                  | [ 注 32 ] [ 21 ]                     |
| 2016 | アインシュタインよりディアナ・アグロン | なこみく & めるみお | FIREWORKS | FIREWORKS | 7th「74億分の1の君へ」                  |                                      |
| 2016 | 田島芽瑠、田中美久、朝長美桜、矢吹奈子 | | | | 7th「74億分の1の君へ」                  |                                      |
| 2016 | 図々しさを貸してちょうだい | ダイヤモンドガールズ | フジノタカフミ | 若田部誠 | 7th「74億分の1の君へ」                  |                                      |
| 2016 | 今田美奈、今村麻莉愛、岩花詩乃、宇井真白、上野遥、熊沢世莉奈、坂本愛玲菜、筒井莉子、深川舞子、外薗葉月、山内祐奈、山田麻莉奈 | 今田美奈、今村麻莉愛、岩花詩乃、宇井真白、上野遥、熊沢世莉奈、坂本愛玲菜、筒井莉子、深川舞子、外薗葉月、山内祐奈、山田麻莉奈 | 今田美奈、今村麻莉愛、岩花詩乃、宇井真白、上野遥、熊沢世莉奈、坂本愛玲菜、筒井莉子、深川舞子、外薗葉月、山内祐奈、山田麻莉奈 | 今田美奈、今村麻莉愛、岩花詩乃、宇井真白、上野遥、熊沢世莉奈、坂本愛玲菜、筒井莉子、深川舞子、外薗葉月、山内祐奈、山田麻莉奈 | 7th「74億分の1の君へ」                  | [ 注 33 ] [ 22 ]                     |
| 2016 | 最高かよ | | 和泉一弥 | 野中“まさ”雄一 | 8th「最高かよ」                         |                                      |
| 2016 | 井上由莉耶、多田愛佳、神志那結衣、兒玉遥、指原莉乃、田島芽瑠、田中美久、田中優香、朝長美桜、渕上舞、松岡菜摘、松岡はな、宮脇咲良、本村碧唯、森保まどか、矢吹奈子 | 井上由莉耶、多田愛佳、神志那結衣、兒玉遥、指原莉乃、田島芽瑠、田中美久、田中優香、朝長美桜、渕上舞、松岡菜摘、松岡はな、宮脇咲良、本村碧唯、森保まどか、矢吹奈子 | 井上由莉耶、多田愛佳、神志那結衣、兒玉遥、指原莉乃、田島芽瑠、田中美久、田中優香、朝長美桜、渕上舞、松岡菜摘、松岡はな、宮脇咲良、本村碧唯、森保まどか、矢吹奈子 | 井上由莉耶、多田愛佳、神志那結衣、兒玉遥、指原莉乃、田島芽瑠、田中美久、田中優香、朝長美桜、渕上舞、松岡菜摘、松岡はな、宮脇咲良、本村碧唯、森保まどか、矢吹奈子 | 8th「最高かよ」                         | [ 注 34 ] [ 23 ]                     |
| 2016 | 空耳ロック | HKT48 Team TII | 杉山勝彦 | 若田部誠 | 8th「最高かよ」                         |                                      |
| 2016 | 荒巻美咲、今村麻莉愛、栗原紗英、坂本愛玲菜、筒井莉子、外薗葉月、松岡はな、村川緋杏、山内祐奈、山下エミリー | 荒巻美咲、今村麻莉愛、栗原紗英、坂本愛玲菜、筒井莉子、外薗葉月、松岡はな、村川緋杏、山内祐奈、山下エミリー | 荒巻美咲、今村麻莉愛、栗原紗英、坂本愛玲菜、筒井莉子、外薗葉月、松岡はな、村川緋杏、山内祐奈、山下エミリー | 荒巻美咲、今村麻莉愛、栗原紗英、坂本愛玲菜、筒井莉子、外薗葉月、松岡はな、村川緋杏、山内祐奈、山下エミリー | 8th「最高かよ」                         | [ 注 34 ]                            |
| 2016 | 夢ひとつ | 穴井千尋と仲間たち | 福田貴史 | 福田貴史 | 8th「最高かよ」                         | [ 注 35 ]                            |
| 2016 | 穴井千尋、今田美奈、植木南央、多田愛佳、熊沢世莉奈、兒玉遥、指原莉乃、下野由貴、田中菜津美、深川舞子、松岡菜摘、宮脇咲良、村重杏奈、本村碧唯、森保まどか、若田部遥 | 穴井千尋、今田美奈、植木南央、多田愛佳、熊沢世莉奈、兒玉遥、指原莉乃、下野由貴、田中菜津美、深川舞子、松岡菜摘、宮脇咲良、村重杏奈、本村碧唯、森保まどか、若田部遥 | 穴井千尋、今田美奈、植木南央、多田愛佳、熊沢世莉奈、兒玉遥、指原莉乃、下野由貴、田中菜津美、深川舞子、松岡菜摘、宮脇咲良、村重杏奈、本村碧唯、森保まどか、若田部遥 | 穴井千尋、今田美奈、植木南央、多田愛佳、熊沢世莉奈、兒玉遥、指原莉乃、下野由貴、田中菜津美、深川舞子、松岡菜摘、宮脇咲良、村重杏奈、本村碧唯、森保まどか、若田部遥 | 8th「最高かよ」                         | [ 注 37 ]                            |
| 2016 | 夜空の月を飲み込もう | HKT48 Team H | 市川裕一 | 野中“まさ”雄一 | 8th「最高かよ」                         |                                      |
| 2016 | 秋吉優花、井上由莉耶、宇井真白、上野遥、岡本尚子、神志那結衣、兒玉遥、駒田京伽、坂口理子、指原莉乃、田島芽瑠、田中菜津美、田中美久、松岡菜摘、矢吹奈子、山田麻莉奈、山本茉央、若田部遥 | 秋吉優花、井上由莉耶、宇井真白、上野遥、岡本尚子、神志那結衣、兒玉遥、駒田京伽、坂口理子、指原莉乃、田島芽瑠、田中菜津美、田中美久、松岡菜摘、矢吹奈子、山田麻莉奈、山本茉央、若田部遥 | 秋吉優花、井上由莉耶、宇井真白、上野遥、岡本尚子、神志那結衣、兒玉遥、駒田京伽、坂口理子、指原莉乃、田島芽瑠、田中菜津美、田中美久、松岡菜摘、矢吹奈子、山田麻莉奈、山本茉央、若田部遥 | 秋吉優花、井上由莉耶、宇井真白、上野遥、岡本尚子、神志那結衣、兒玉遥、駒田京伽、坂口理子、指原莉乃、田島芽瑠、田中菜津美、田中美久、松岡菜摘、矢吹奈子、山田麻莉奈、山本茉央、若田部遥 | 8th「最高かよ」                         | [ 注 38 ]                            |
| 2016 | Go Bananas! | HKT48 Team KIV | バグベア | 水島康貴 | 8th「最高かよ」                         |                                      |
| 2016 | 今田美奈、岩花詩乃、植木南央、多田愛佳、熊沢世莉奈、下野由貴、田中優香、冨吉明日香、朝長美桜、深川舞子、渕上舞、宮脇咲良、村重杏奈、本村碧唯、森保まどか | 今田美奈、岩花詩乃、植木南央、多田愛佳、熊沢世莉奈、下野由貴、田中優香、冨吉明日香、朝長美桜、深川舞子、渕上舞、宮脇咲良、村重杏奈、本村碧唯、森保まどか | 今田美奈、岩花詩乃、植木南央、多田愛佳、熊沢世莉奈、下野由貴、田中優香、冨吉明日香、朝長美桜、深川舞子、渕上舞、宮脇咲良、村重杏奈、本村碧唯、森保まどか | 今田美奈、岩花詩乃、植木南央、多田愛佳、熊沢世莉奈、下野由貴、田中優香、冨吉明日香、朝長美桜、深川舞子、渕上舞、宮脇咲良、村重杏奈、本村碧唯、森保まどか | 8th「最高かよ」                         | [ 注 2 ]                             |
| 2016 | 女の子だもん、走らなきゃ! | 松岡はな | アイルトン瀬名 | 吉岡大志 | 8th「最高かよ」                         |                                      |
| 2016 | 松岡はな | | | | 8th「最高かよ」                         |                                      |
| 2017 | バグっていいじゃん | | ジマエモン | 佐々木裕 | 9th「バグっていいじゃん」               |                                      |
| 2017 | 荒巻美咲、井上由莉耶、今村麻莉愛、小田彩加、兒玉遥、駒田京伽、指原莉乃、下野由貴、武田智加、田中優香、地頭江音々、月足天音、冨吉明日香、朝長美桜、松岡はな、宮脇咲良 | 荒巻美咲、井上由莉耶、今村麻莉愛、小田彩加、兒玉遥、駒田京伽、指原莉乃、下野由貴、武田智加、田中優香、地頭江音々、月足天音、冨吉明日香、朝長美桜、松岡はな、宮脇咲良 | 荒巻美咲、井上由莉耶、今村麻莉愛、小田彩加、兒玉遥、駒田京伽、指原莉乃、下野由貴、武田智加、田中優香、地頭江音々、月足天音、冨吉明日香、朝長美桜、松岡はな、宮脇咲良 | 荒巻美咲、井上由莉耶、今村麻莉愛、小田彩加、兒玉遥、駒田京伽、指原莉乃、下野由貴、武田智加、田中優香、地頭江音々、月足天音、冨吉明日香、朝長美桜、松岡はな、宮脇咲良 | 9th「バグっていいじゃん」               | [ 注 4 ] [ 25 ]                      |
| 2017 | 必然的恋人 | | 池澤聡 | 池澤聡 | 9th「バグっていいじゃん」               |                                      |
| 2017 | 栗原紗英、神志那結衣、兒玉遥、指原莉乃、武田智加、田島芽瑠、田中美久、朝長美桜、渕上舞、松岡菜摘、松岡はな、宮脇咲良、本村碧唯、森保まどか、矢吹奈子、山下エミリー | 栗原紗英、神志那結衣、兒玉遥、指原莉乃、武田智加、田島芽瑠、田中美久、朝長美桜、渕上舞、松岡菜摘、松岡はな、宮脇咲良、本村碧唯、森保まどか、矢吹奈子、山下エミリー | 栗原紗英、神志那結衣、兒玉遥、指原莉乃、武田智加、田島芽瑠、田中美久、朝長美桜、渕上舞、松岡菜摘、松岡はな、宮脇咲良、本村碧唯、森保まどか、矢吹奈子、山下エミリー | 栗原紗英、神志那結衣、兒玉遥、指原莉乃、武田智加、田島芽瑠、田中美久、朝長美桜、渕上舞、松岡菜摘、松岡はな、宮脇咲良、本村碧唯、森保まどか、矢吹奈子、山下エミリー | 9th「バグっていいじゃん」               | [ 注 34 ] [ 26 ]                     |
| 2017 | 白線の内側で | 4期生 | 井上トモノリ | 板垣祐介 | 9th「バグっていいじゃん」               |                                      |
| 2017 | 運上弘菜、小田彩加、堺萌香、清水梨央、武田智加、地頭江音々、月足天音、豊永阿紀、松本日向、宮﨑想乃 | 運上弘菜、小田彩加、堺萌香、清水梨央、武田智加、地頭江音々、月足天音、豊永阿紀、松本日向、宮﨑想乃 | 運上弘菜、小田彩加、堺萌香、清水梨央、武田智加、地頭江音々、月足天音、豊永阿紀、松本日向、宮﨑想乃 | 運上弘菜、小田彩加、堺萌香、清水梨央、武田智加、地頭江音々、月足天音、豊永阿紀、松本日向、宮﨑想乃 | 9th「バグっていいじゃん」               | [ 注 39 ] [ 27 ] [ 28 ]              |
| 2017 | 僕だけの白日夢 | プラチナガールズ | 川浦正大 | 川浦正大 | 9th「バグっていいじゃん」               |                                      |
| 2017 | 秋吉優花、荒巻美咲、井上由莉耶、今村麻莉愛、植木南央、多田愛佳、小田彩加、駒田京伽、坂口理子、坂本愛玲菜、下野由貴、田中菜津美、田中優香、地頭江音々、月足天音、冨吉明日香、村川緋杏、村重杏奈 | 秋吉優花、荒巻美咲、井上由莉耶、今村麻莉愛、植木南央、多田愛佳、小田彩加、駒田京伽、坂口理子、坂本愛玲菜、下野由貴、田中菜津美、田中優香、地頭江音々、月足天音、冨吉明日香、村川緋杏、村重杏奈 | 秋吉優花、荒巻美咲、井上由莉耶、今村麻莉愛、植木南央、多田愛佳、小田彩加、駒田京伽、坂口理子、坂本愛玲菜、下野由貴、田中菜津美、田中優香、地頭江音々、月足天音、冨吉明日香、村川緋杏、村重杏奈 | 秋吉優花、荒巻美咲、井上由莉耶、今村麻莉愛、植木南央、多田愛佳、小田彩加、駒田京伽、坂口理子、坂本愛玲菜、下野由貴、田中菜津美、田中優香、地頭江音々、月足天音、冨吉明日香、村川緋杏、村重杏奈 | 9th「バグっていいじゃん」               | [ 注 40 ] [ 26 ]                     |
| 2017 | キスが遠すぎるよ | ダイヤモンドガールズ | 多田慎也 | 山田祐輔 | 9th「バグっていいじゃん」               |                                      |
| 2017 | 今田美奈、岩花詩乃、宇井真白、上野遥、運上弘菜、岡本尚子、熊沢世莉奈、堺萌香、清水梨央、筒井莉子、豊永阿紀、深川舞子、外薗葉月、松本日向、宮﨑想乃、山内祐奈、山田麻莉奈、山本茉央 | 今田美奈、岩花詩乃、宇井真白、上野遥、運上弘菜、岡本尚子、熊沢世莉奈、堺萌香、清水梨央、筒井莉子、豊永阿紀、深川舞子、外薗葉月、松本日向、宮﨑想乃、山内祐奈、山田麻莉奈、山本茉央 | 今田美奈、岩花詩乃、宇井真白、上野遥、運上弘菜、岡本尚子、熊沢世莉奈、堺萌香、清水梨央、筒井莉子、豊永阿紀、深川舞子、外薗葉月、松本日向、宮﨑想乃、山内祐奈、山田麻莉奈、山本茉央 | 今田美奈、岩花詩乃、宇井真白、上野遥、運上弘菜、岡本尚子、熊沢世莉奈、堺萌香、清水梨央、筒井莉子、豊永阿紀、深川舞子、外薗葉月、松本日向、宮﨑想乃、山内祐奈、山田麻莉奈、山本茉央 | 9th「バグっていいじゃん」               | [ 注 41 ] [ 29 ]                     |
| 2017 | HKT48ファミリー | | 丸谷マナブ / 本柳タカヲ | APAZZI | 9th「バグっていいじゃん」               |                                      |
| 2017 | 秋吉優花、荒巻美咲、井上由莉耶、今田美奈、今村麻莉愛、岩花詩乃、宇井真白、植木南央、上野遥、運上弘菜、多田愛佳、岡本尚子、小田彩加、熊沢世莉奈、栗原紗英、神志那結衣、兒玉遥、駒田京伽、堺萌香、坂口理子、坂本愛玲菜、指原莉乃、清水梨央、下野由貴、武田智加、田島芽瑠、田中菜津美、田中美久、田中優香、地頭江音々、月足天音、筒井莉子、冨吉明日香、朝長美桜、豊永阿紀、深川舞子、渕上舞、外薗葉月、松岡菜摘、松岡はな、松本日向、宮﨑想乃、宮脇咲良、村川緋杏、村重杏奈、本村碧唯、森保まどか、矢吹奈子、山内祐奈、山下エミリー、山田麻莉奈、山本茉央                                                 | 秋吉優花、荒巻美咲、井上由莉耶、今田美奈、今村麻莉愛、岩花詩乃、宇井真白、植木南央、上野遥、運上弘菜、多田愛佳、岡本尚子、小田彩加、熊沢世莉奈、栗原紗英、神志那結衣、兒玉遥、駒田京伽、堺萌香、坂口理子、坂本愛玲菜、指原莉乃、清水梨央、下野由貴、武田智加、田島芽瑠、田中菜津美、田中美久、田中優香、地頭江音々、月足天音、筒井莉子、冨吉明日香、朝長美桜、豊永阿紀、深川舞子、渕上舞、外薗葉月、松岡菜摘、松岡はな、松本日向、宮﨑想乃、宮脇咲良、村川緋杏、村重杏奈、本村碧唯、森保まどか、矢吹奈子、山内祐奈、山下エミリー、山田麻莉奈、山本茉央                                                 | 秋吉優花、荒巻美咲、井上由莉耶、今田美奈、今村麻莉愛、岩花詩乃、宇井真白、植木南央、上野遥、運上弘菜、多田愛佳、岡本尚子、小田彩加、熊沢世莉奈、栗原紗英、神志那結衣、兒玉遥、駒田京伽、堺萌香、坂口理子、坂本愛玲菜、指原莉乃、清水梨央、下野由貴、武田智加、田島芽瑠、田中菜津美、田中美久、田中優香、地頭江音々、月足天音、筒井莉子、冨吉明日香、朝長美桜、豊永阿紀、深川舞子、渕上舞、外薗葉月、松岡菜摘、松岡はな、松本日向、宮﨑想乃、宮脇咲良、村川緋杏、村重杏奈、本村碧唯、森保まどか、矢吹奈子、山内祐奈、山下エミリー、山田麻莉奈、山本茉央                                                 | 秋吉優花、荒巻美咲、井上由莉耶、今田美奈、今村麻莉愛、岩花詩乃、宇井真白、植木南央、上野遥、運上弘菜、多田愛佳、岡本尚子、小田彩加、熊沢世莉奈、栗原紗英、神志那結衣、兒玉遥、駒田京伽、堺萌香、坂口理子、坂本愛玲菜、指原莉乃、清水梨央、下野由貴、武田智加、田島芽瑠、田中菜津美、田中美久、田中優香、地頭江音々、月足天音、筒井莉子、冨吉明日香、朝長美桜、豊永阿紀、深川舞子、渕上舞、外薗葉月、松岡菜摘、松岡はな、松本日向、宮﨑想乃、宮脇咲良、村川緋杏、村重杏奈、本村碧唯、森保まどか、矢吹奈子、山内祐奈、山下エミリー、山田麻莉奈、山本茉央                                                 | 9th「バグっていいじゃん」               | [ 注 4 ]                             |
| 2017 | キスは待つしかないのでしょうか? | | 井上トモノリ | APAZZI | 10th「キスは待つしかないのでしょうか?」 |                                      |
| 2017 | 兒玉遥、坂本愛玲菜、指原莉乃、田島芽瑠、田中美久、月足天音、冨吉明日香、朝長美桜、豊永阿紀、渕上舞、松岡菜摘、松岡はな、宮脇咲良、本村碧唯、森保まどか、矢吹奈子 | 兒玉遥、坂本愛玲菜、指原莉乃、田島芽瑠、田中美久、月足天音、冨吉明日香、朝長美桜、豊永阿紀、渕上舞、松岡菜摘、松岡はな、宮脇咲良、本村碧唯、森保まどか、矢吹奈子 | 兒玉遥、坂本愛玲菜、指原莉乃、田島芽瑠、田中美久、月足天音、冨吉明日香、朝長美桜、豊永阿紀、渕上舞、松岡菜摘、松岡はな、宮脇咲良、本村碧唯、森保まどか、矢吹奈子 | 兒玉遥、坂本愛玲菜、指原莉乃、田島芽瑠、田中美久、月足天音、冨吉明日香、朝長美桜、豊永阿紀、渕上舞、松岡菜摘、松岡はな、宮脇咲良、本村碧唯、森保まどか、矢吹奈子 | 10th「キスは待つしかないのでしょうか?」 | [ 注 34 ] [ 30 ]                     |
| 2017 | さくらんぼを結べるか? | 4期生 | 鶴﨑輝一 | 鶴﨑輝一 | 10th「キスは待つしかないのでしょうか?」 |                                      |
| 2017 | 運上弘菜、小田彩加、堺萌香、清水梨央、武田智加、地頭江音々、月足天音、豊永阿紀、松本日向、宮﨑想乃 | | | | 10th「キスは待つしかないのでしょうか?」 |                                      |
| 2017 | 隣の彼はカッコよく見える | プラチナガールズ | Shinsou su | 野中“まさ”雄一 | 10th「キスは待つしかないのでしょうか?」 |                                      |
| 2017 | 荒巻美咲、植木南央、運上弘菜、小田彩加、熊沢世莉奈、神志那結衣、駒田京伽、坂口理子、清水梨央、下野由貴、武田智加、田中菜津美、田中優香、地頭江音々、外薗葉月、松本日向 | 荒巻美咲、植木南央、運上弘菜、小田彩加、熊沢世莉奈、神志那結衣、駒田京伽、坂口理子、清水梨央、下野由貴、武田智加、田中菜津美、田中優香、地頭江音々、外薗葉月、松本日向 | 荒巻美咲、植木南央、運上弘菜、小田彩加、熊沢世莉奈、神志那結衣、駒田京伽、坂口理子、清水梨央、下野由貴、武田智加、田中菜津美、田中優香、地頭江音々、外薗葉月、松本日向 | 荒巻美咲、植木南央、運上弘菜、小田彩加、熊沢世莉奈、神志那結衣、駒田京伽、坂口理子、清水梨央、下野由貴、武田智加、田中菜津美、田中優香、地頭江音々、外薗葉月、松本日向 | 10th「キスは待つしかないのでしょうか?」 | [ 注 43 ] [ 31 ]                     |
| 2017 | ぐにゃっと曲がった | ダイヤモンドガールズ | YAYI | 若田部誠 | 10th「キスは待つしかないのでしょうか?」 |                                      |
| 2017 | 秋吉優花、今田美奈、今村麻莉愛、岩花詩乃、宇井真白、上野遥、栗原紗英、堺萌香、深川舞子、宮﨑想乃、村川緋杏、村重杏奈、山内祐奈、山下エミリー、山田麻莉奈、山本茉央 | 秋吉優花、今田美奈、今村麻莉愛、岩花詩乃、宇井真白、上野遥、栗原紗英、堺萌香、深川舞子、宮﨑想乃、村川緋杏、村重杏奈、山内祐奈、山下エミリー、山田麻莉奈、山本茉央 | 秋吉優花、今田美奈、今村麻莉愛、岩花詩乃、宇井真白、上野遥、栗原紗英、堺萌香、深川舞子、宮﨑想乃、村川緋杏、村重杏奈、山内祐奈、山下エミリー、山田麻莉奈、山本茉央 | 秋吉優花、今田美奈、今村麻莉愛、岩花詩乃、宇井真白、上野遥、栗原紗英、堺萌香、深川舞子、宮﨑想乃、村川緋杏、村重杏奈、山内祐奈、山下エミリー、山田麻莉奈、山本茉央 | 10th「キスは待つしかないのでしょうか?」 | [ 注 44 ] [ 32 ]                     |
| 2017 | 恋するRibbon! | 村重選抜 | 坂本愛玲菜、外山大輔、福田貴訓 | 外山大輔、福田貴訓 | 10th「キスは待つしかないのでしょうか?」 | 作詞：田中菜津美、外山大輔、福田貴訓 |
| 2017 | 秋吉優花、荒巻美咲、今田美奈、植木南央、小田彩加、神志那結衣、兒玉遥、坂本愛玲菜、下野由貴、武田智加、田中菜津美、冨吉明日香、中西智代梨、深川舞子、宮脇咲良、村重杏奈、山下エミリー | 秋吉優花、荒巻美咲、今田美奈、植木南央、小田彩加、神志那結衣、兒玉遥、坂本愛玲菜、下野由貴、武田智加、田中菜津美、冨吉明日香、中西智代梨、深川舞子、宮脇咲良、村重杏奈、山下エミリー | 秋吉優花、荒巻美咲、今田美奈、植木南央、小田彩加、神志那結衣、兒玉遥、坂本愛玲菜、下野由貴、武田智加、田中菜津美、冨吉明日香、中西智代梨、深川舞子、宮脇咲良、村重杏奈、山下エミリー | 秋吉優花、荒巻美咲、今田美奈、植木南央、小田彩加、神志那結衣、兒玉遥、坂本愛玲菜、下野由貴、武田智加、田中菜津美、冨吉明日香、中西智代梨、深川舞子、宮脇咲良、村重杏奈、山下エミリー | 10th「キスは待つしかないのでしょうか?」 | [ 注 46 ] [ 33 ]                     |
| 2017 | ロマンティック病 | | 大橋莉子 | 若田部誠 | 10th「キスは待つしかないのでしょうか?」 |                                      |
| 2017 | 田島芽瑠、田中美久、朝長美桜、松岡はな、矢吹奈子 | 田島芽瑠、田中美久、朝長美桜、松岡はな、矢吹奈子 | 田島芽瑠、田中美久、朝長美桜、松岡はな、矢吹奈子 | 田島芽瑠、田中美久、朝長美桜、松岡はな、矢吹奈子 | 10th「キスは待つしかないのでしょうか?」 | [ 注 47 ] [ 34 ]                     |
| 2018 | 早送りカレンダー | | 丸谷マナブ | APAZZI | 11th「早送りカレンダー」                |                                      |
| 2018 | 荒巻美咲、植木南央、運上弘菜、駒田京伽、指原莉乃、田島芽瑠、田中美久、冨吉明日香、豊永阿紀、渕上舞、松岡菜摘、松岡はな、宮脇咲良、本村碧唯、森保まどか、矢吹奈子 | 荒巻美咲、植木南央、運上弘菜、駒田京伽、指原莉乃、田島芽瑠、田中美久、冨吉明日香、豊永阿紀、渕上舞、松岡菜摘、松岡はな、宮脇咲良、本村碧唯、森保まどか、矢吹奈子 | 荒巻美咲、植木南央、運上弘菜、駒田京伽、指原莉乃、田島芽瑠、田中美久、冨吉明日香、豊永阿紀、渕上舞、松岡菜摘、松岡はな、宮脇咲良、本村碧唯、森保まどか、矢吹奈子 | 荒巻美咲、植木南央、運上弘菜、駒田京伽、指原莉乃、田島芽瑠、田中美久、冨吉明日香、豊永阿紀、渕上舞、松岡菜摘、松岡はな、宮脇咲良、本村碧唯、森保まどか、矢吹奈子 | 11th「早送りカレンダー」                | [ 注 48 ] [ 35 ]                     |
| 2018 | 季節のせいにしたくはない | | 三日市吉陽 | 三日市吉陽 | 11th「早送りカレンダー」                |                                      |
| 2018 | 荒巻美咲、植木南央、運上弘菜、駒田京伽、指原莉乃、田島芽瑠、田中美久、冨吉明日香、豊永阿紀、渕上舞、松岡菜摘、松岡はな、宮脇咲良、本村碧唯、森保まどか、矢吹奈子 | 荒巻美咲、植木南央、運上弘菜、駒田京伽、指原莉乃、田島芽瑠、田中美久、冨吉明日香、豊永阿紀、渕上舞、松岡菜摘、松岡はな、宮脇咲良、本村碧唯、森保まどか、矢吹奈子 | 荒巻美咲、植木南央、運上弘菜、駒田京伽、指原莉乃、田島芽瑠、田中美久、冨吉明日香、豊永阿紀、渕上舞、松岡菜摘、松岡はな、宮脇咲良、本村碧唯、森保まどか、矢吹奈子 | 荒巻美咲、植木南央、運上弘菜、駒田京伽、指原莉乃、田島芽瑠、田中美久、冨吉明日香、豊永阿紀、渕上舞、松岡菜摘、松岡はな、宮脇咲良、本村碧唯、森保まどか、矢吹奈子 | 11th「早送りカレンダー」                | [ 注 1 ] [ 36 ]                      |
| 2018 | Just a moment | 幸せDAパンケーキ | 高木啓成 | 野中“まさ”雄一 | 11th「早送りカレンダー」                |                                      |
| 2018 | 秋吉優花、今村麻莉愛、上野遥、坂本愛玲菜、清水梨央、武田智加、田中菜津美、地頭江音々、月足天音、深川舞子、松本日向、宮﨑想乃、村川緋杏、山内祐奈 | 秋吉優花、今村麻莉愛、上野遥、坂本愛玲菜、清水梨央、武田智加、田中菜津美、地頭江音々、月足天音、深川舞子、松本日向、宮﨑想乃、村川緋杏、山内祐奈 | 秋吉優花、今村麻莉愛、上野遥、坂本愛玲菜、清水梨央、武田智加、田中菜津美、地頭江音々、月足天音、深川舞子、松本日向、宮﨑想乃、村川緋杏、山内祐奈 | 秋吉優花、今村麻莉愛、上野遥、坂本愛玲菜、清水梨央、武田智加、田中菜津美、地頭江音々、月足天音、深川舞子、松本日向、宮﨑想乃、村川緋杏、山内祐奈 | 11th「早送りカレンダー」                | [ 注 49 ] [ 37 ]                     |
| 2018 | 会いたくて嫌になる | やっぱりみたらし団子 | 谷村庸平 | 谷村庸平 | 11th「早送りカレンダー」                |                                      |
| 2018 | 今田美奈、岩花詩乃、小田彩加、熊沢世莉奈、栗原紗英、神志那結衣、堺萌香、坂口理子、下野由貴、外薗葉月、村重杏奈、山下エミリー、山本茉央 | 今田美奈、岩花詩乃、小田彩加、熊沢世莉奈、栗原紗英、神志那結衣、堺萌香、坂口理子、下野由貴、外薗葉月、村重杏奈、山下エミリー、山本茉央 | 今田美奈、岩花詩乃、小田彩加、熊沢世莉奈、栗原紗英、神志那結衣、堺萌香、坂口理子、下野由貴、外薗葉月、村重杏奈、山下エミリー、山本茉央 | 今田美奈、岩花詩乃、小田彩加、熊沢世莉奈、栗原紗英、神志那結衣、堺萌香、坂口理子、下野由貴、外薗葉月、村重杏奈、山下エミリー、山本茉央 | 11th「早送りカレンダー」                | [ 注 50 ] [ 38 ]                     |
| 2018 | 僕の想いがいつか虹になるまで | さくらはなみく | 木下めろん | 木下めろん | 11th「早送りカレンダー」                |                                      |
| 2018 | 田中美久、松岡はな、宮脇咲良 | 田中美久、松岡はな、宮脇咲良 | 田中美久、松岡はな、宮脇咲良 | 田中美久、松岡はな、宮脇咲良 | 11th「早送りカレンダー」                | [ 注 2 ]                             |
| 2018 | 仮想恋愛 | | 三谷秀甫 / Bassick | 三谷秀甫 / Bassick | 11th「早送りカレンダー」                |                                      |
| 2018 | 今村麻莉愛、松岡はな、村川緋杏 | 今村麻莉愛、松岡はな、村川緋杏 | 今村麻莉愛、松岡はな、村川緋杏 | 今村麻莉愛、松岡はな、村川緋杏 | 11th「早送りカレンダー」                | [ 注 34 ]                            |
| 2019 | 意志 | | バグベア | APAZZI | 12th「意志」                            |                                      |
| 2019 | 運上弘菜、小田彩加、指原莉乃、田島芽瑠、田中美久、朝長美桜、豊永阿紀、渕上舞、松岡菜摘、松岡はな、松本日向、水上凜巳花、宮﨑想乃、村重杏奈、本村碧唯、森保まどか、渡部愛加里 | 運上弘菜、小田彩加、指原莉乃、田島芽瑠、田中美久、朝長美桜、豊永阿紀、渕上舞、松岡菜摘、松岡はな、松本日向、水上凜巳花、宮﨑想乃、村重杏奈、本村碧唯、森保まどか、渡部愛加里 | 運上弘菜、小田彩加、指原莉乃、田島芽瑠、田中美久、朝長美桜、豊永阿紀、渕上舞、松岡菜摘、松岡はな、松本日向、水上凜巳花、宮﨑想乃、村重杏奈、本村碧唯、森保まどか、渡部愛加里 | 運上弘菜、小田彩加、指原莉乃、田島芽瑠、田中美久、朝長美桜、豊永阿紀、渕上舞、松岡菜摘、松岡はな、松本日向、水上凜巳花、宮﨑想乃、村重杏奈、本村碧唯、森保まどか、渡部愛加里 | 12th「意志」                            | [ 注 4 ] [ 39 ]                      |
| 2019 | 誰より手を振ろう | | 藤本貴則 | 若田部誠 | 12th「意志」                            |                                      |
| 2019 | 秋吉優花、荒巻美咲、石橋颯、市村愛里、伊藤優絵瑠、今田美奈、今村麻莉愛、岩花詩乃、植木南央、上野遥、運上弘菜、小川紗奈、小田彩加、上島楓、川平聖、工藤陽香、熊沢世莉奈、栗原紗英、栗山梨奈、神志那結衣、後藤陽菜乃、駒田京伽、堺萌香、坂口理子、坂本愛玲菜、坂本りの、指原莉乃、清水梨央、下野由貴、石安伊、武田智加、竹本くるみ、田島芽瑠、田中伊桜莉、田中菜津美、田中美久、地頭江音々、月足天音、豊永阿紀、長野雅、馬場彩華、深川舞子、渕上舞、外薗葉月、松岡菜摘、松岡はな、松本日向、水上凜巳花、宮﨑想乃、村上和叶、村川緋杏、村重杏奈、本村碧唯、森保まどか、山内祐奈、山下エミリー、渡部愛加里 | 秋吉優花、荒巻美咲、石橋颯、市村愛里、伊藤優絵瑠、今田美奈、今村麻莉愛、岩花詩乃、植木南央、上野遥、運上弘菜、小川紗奈、小田彩加、上島楓、川平聖、工藤陽香、熊沢世莉奈、栗原紗英、栗山梨奈、神志那結衣、後藤陽菜乃、駒田京伽、堺萌香、坂口理子、坂本愛玲菜、坂本りの、指原莉乃、清水梨央、下野由貴、石安伊、武田智加、竹本くるみ、田島芽瑠、田中伊桜莉、田中菜津美、田中美久、地頭江音々、月足天音、豊永阿紀、長野雅、馬場彩華、深川舞子、渕上舞、外薗葉月、松岡菜摘、松岡はな、松本日向、水上凜巳花、宮﨑想乃、村上和叶、村川緋杏、村重杏奈、本村碧唯、森保まどか、山内祐奈、山下エミリー、渡部愛加里 | 秋吉優花、荒巻美咲、石橋颯、市村愛里、伊藤優絵瑠、今田美奈、今村麻莉愛、岩花詩乃、植木南央、上野遥、運上弘菜、小川紗奈、小田彩加、上島楓、川平聖、工藤陽香、熊沢世莉奈、栗原紗英、栗山梨奈、神志那結衣、後藤陽菜乃、駒田京伽、堺萌香、坂口理子、坂本愛玲菜、坂本りの、指原莉乃、清水梨央、下野由貴、石安伊、武田智加、竹本くるみ、田島芽瑠、田中伊桜莉、田中菜津美、田中美久、地頭江音々、月足天音、豊永阿紀、長野雅、馬場彩華、深川舞子、渕上舞、外薗葉月、松岡菜摘、松岡はな、松本日向、水上凜巳花、宮﨑想乃、村上和叶、村川緋杏、村重杏奈、本村碧唯、森保まどか、山内祐奈、山下エミリー、渡部愛加里 | 秋吉優花、荒巻美咲、石橋颯、市村愛里、伊藤優絵瑠、今田美奈、今村麻莉愛、岩花詩乃、植木南央、上野遥、運上弘菜、小川紗奈、小田彩加、上島楓、川平聖、工藤陽香、熊沢世莉奈、栗原紗英、栗山梨奈、神志那結衣、後藤陽菜乃、駒田京伽、堺萌香、坂口理子、坂本愛玲菜、坂本りの、指原莉乃、清水梨央、下野由貴、石安伊、武田智加、竹本くるみ、田島芽瑠、田中伊桜莉、田中菜津美、田中美久、地頭江音々、月足天音、豊永阿紀、長野雅、馬場彩華、深川舞子、渕上舞、外薗葉月、松岡菜摘、松岡はな、松本日向、水上凜巳花、宮﨑想乃、村上和叶、村川緋杏、村重杏奈、本村碧唯、森保まどか、山内祐奈、山下エミリー、渡部愛加里 | 12th「意志」                            | [ 注 4 ]                             |
| 2019 | いつだってそばにいる | | 杉山勝彦 | 杉山勝彦 | 12th「意志」                            | [ 注 51 ]                            |
| 2019 | 秋吉優花、荒巻美咲、石橋颯、市村愛里、伊藤優絵瑠、今田美奈、今村麻莉愛、岩花詩乃、植木南央、上野遥、運上弘菜、小川紗奈、小田彩加、上島楓、川平聖、工藤陽香、熊沢世莉奈、栗原紗英、栗山梨奈、神志那結衣、後藤陽菜乃、駒田京伽、堺萌香、坂口理子、坂本愛玲菜、坂本りの、指原莉乃、清水梨央、下野由貴、石安伊、武田智加、竹本くるみ、田島芽瑠、田中伊桜莉、田中菜津美、田中美久、地頭江音々、月足天音、豊永阿紀、長野雅、馬場彩華、深川舞子、渕上舞、外薗葉月、松岡菜摘、松岡はな、松本日向、水上凜巳花、宮﨑想乃、村上和叶、村川緋杏、村重杏奈、本村碧唯、森保まどか、山内祐奈、山下エミリー、渡部愛加里 | 秋吉優花、荒巻美咲、石橋颯、市村愛里、伊藤優絵瑠、今田美奈、今村麻莉愛、岩花詩乃、植木南央、上野遥、運上弘菜、小川紗奈、小田彩加、上島楓、川平聖、工藤陽香、熊沢世莉奈、栗原紗英、栗山梨奈、神志那結衣、後藤陽菜乃、駒田京伽、堺萌香、坂口理子、坂本愛玲菜、坂本りの、指原莉乃、清水梨央、下野由貴、石安伊、武田智加、竹本くるみ、田島芽瑠、田中伊桜莉、田中菜津美、田中美久、地頭江音々、月足天音、豊永阿紀、長野雅、馬場彩華、深川舞子、渕上舞、外薗葉月、松岡菜摘、松岡はな、松本日向、水上凜巳花、宮﨑想乃、村上和叶、村川緋杏、村重杏奈、本村碧唯、森保まどか、山内祐奈、山下エミリー、渡部愛加里 | 秋吉優花、荒巻美咲、石橋颯、市村愛里、伊藤優絵瑠、今田美奈、今村麻莉愛、岩花詩乃、植木南央、上野遥、運上弘菜、小川紗奈、小田彩加、上島楓、川平聖、工藤陽香、熊沢世莉奈、栗原紗英、栗山梨奈、神志那結衣、後藤陽菜乃、駒田京伽、堺萌香、坂口理子、坂本愛玲菜、坂本りの、指原莉乃、清水梨央、下野由貴、石安伊、武田智加、竹本くるみ、田島芽瑠、田中伊桜莉、田中菜津美、田中美久、地頭江音々、月足天音、豊永阿紀、長野雅、馬場彩華、深川舞子、渕上舞、外薗葉月、松岡菜摘、松岡はな、松本日向、水上凜巳花、宮﨑想乃、村上和叶、村川緋杏、村重杏奈、本村碧唯、森保まどか、山内祐奈、山下エミリー、渡部愛加里 | 秋吉優花、荒巻美咲、石橋颯、市村愛里、伊藤優絵瑠、今田美奈、今村麻莉愛、岩花詩乃、植木南央、上野遥、運上弘菜、小川紗奈、小田彩加、上島楓、川平聖、工藤陽香、熊沢世莉奈、栗原紗英、栗山梨奈、神志那結衣、後藤陽菜乃、駒田京伽、堺萌香、坂口理子、坂本愛玲菜、坂本りの、指原莉乃、清水梨央、下野由貴、石安伊、武田智加、竹本くるみ、田島芽瑠、田中伊桜莉、田中菜津美、田中美久、地頭江音々、月足天音、豊永阿紀、長野雅、馬場彩華、深川舞子、渕上舞、外薗葉月、松岡菜摘、松岡はな、松本日向、水上凜巳花、宮﨑想乃、村上和叶、村川緋杏、村重杏奈、本村碧唯、森保まどか、山内祐奈、山下エミリー、渡部愛加里 | 12th「意志」                            | [ 注 4 ]                             |
| 2019 | 大人列車はどこを走ってるのか? | 8% | 外山大輔 / Dr.Lilcom | APAZZI | 12th「意志」                            |                                      |
| 2019 | 秋吉優花、荒巻美咲、今田美奈、岩花詩乃、植木南央、上野遥、熊沢世莉奈、栗原紗英、神志那結衣、駒田京伽、坂口理子、坂本愛玲菜、下野由貴、田中菜津美、深川舞子、外薗葉月、山内祐奈、山下エミリー | 秋吉優花、荒巻美咲、今田美奈、岩花詩乃、植木南央、上野遥、熊沢世莉奈、栗原紗英、神志那結衣、駒田京伽、坂口理子、坂本愛玲菜、下野由貴、田中菜津美、深川舞子、外薗葉月、山内祐奈、山下エミリー | 秋吉優花、荒巻美咲、今田美奈、岩花詩乃、植木南央、上野遥、熊沢世莉奈、栗原紗英、神志那結衣、駒田京伽、坂口理子、坂本愛玲菜、下野由貴、田中菜津美、深川舞子、外薗葉月、山内祐奈、山下エミリー | 秋吉優花、荒巻美咲、今田美奈、岩花詩乃、植木南央、上野遥、熊沢世莉奈、栗原紗英、神志那結衣、駒田京伽、坂口理子、坂本愛玲菜、下野由貴、田中菜津美、深川舞子、外薗葉月、山内祐奈、山下エミリー | 12th「意志」                            | [ 注 52 ]                            |
| 2019 | カモミール | 10% | 吉田司 / 宇田川翔 | 宇田川翔 | 12th「意志」                            |                                      |
| 2019 | 石橋颯、市村愛里、伊藤優絵瑠、今村麻莉愛、小川紗奈、上島楓、川平聖、工藤陽香、栗山梨奈、後藤陽菜乃、堺萌香、坂本りの、清水梨央、石安伊、武田智加、竹本くるみ、田中伊桜莉、地頭江音々、月足天音、長野雅、馬場彩華、村上和叶、村川緋杏 | 石橋颯、市村愛里、伊藤優絵瑠、今村麻莉愛、小川紗奈、上島楓、川平聖、工藤陽香、栗山梨奈、後藤陽菜乃、堺萌香、坂本りの、清水梨央、石安伊、武田智加、竹本くるみ、田中伊桜莉、地頭江音々、月足天音、長野雅、馬場彩華、村上和叶、村川緋杏 | 石橋颯、市村愛里、伊藤優絵瑠、今村麻莉愛、小川紗奈、上島楓、川平聖、工藤陽香、栗山梨奈、後藤陽菜乃、堺萌香、坂本りの、清水梨央、石安伊、武田智加、竹本くるみ、田中伊桜莉、地頭江音々、月足天音、長野雅、馬場彩華、村上和叶、村川緋杏 | 石橋颯、市村愛里、伊藤優絵瑠、今村麻莉愛、小川紗奈、上島楓、川平聖、工藤陽香、栗山梨奈、後藤陽菜乃、堺萌香、坂本りの、清水梨央、石安伊、武田智加、竹本くるみ、田中伊桜莉、地頭江音々、月足天音、長野雅、馬場彩華、村上和叶、村川緋杏 | 12th「意志」                            | [ 注 53 ]                            |
| 2019 | 真っ赤なアンブレラ | 5期生 | YASUSHI WATANABE | YASUSHI WATANABE | 12th「意志」                            |                                      |
| 2019 | 石橋颯、市村愛里、小川紗奈、上島楓、川平聖、工藤陽香、栗山梨奈、後藤陽菜乃、坂本りの、竹本くるみ、田中伊桜莉、長野雅、水上凜巳花、村上和叶 | 石橋颯、市村愛里、小川紗奈、上島楓、川平聖、工藤陽香、栗山梨奈、後藤陽菜乃、坂本りの、竹本くるみ、田中伊桜莉、長野雅、水上凜巳花、村上和叶 | 石橋颯、市村愛里、小川紗奈、上島楓、川平聖、工藤陽香、栗山梨奈、後藤陽菜乃、坂本りの、竹本くるみ、田中伊桜莉、長野雅、水上凜巳花、村上和叶 | 石橋颯、市村愛里、小川紗奈、上島楓、川平聖、工藤陽香、栗山梨奈、後藤陽菜乃、坂本りの、竹本くるみ、田中伊桜莉、長野雅、水上凜巳花、村上和叶 | 12th「意志」                            | [ 注 54 ]                            |
| 2020 | 3-2 | | 杉山勝彦 | 杉山勝彦、谷地学 | 13th「3-2」                             |                                      |
| 2020 | 運上弘菜、上島楓、神志那結衣、田島芽瑠、田中美久、地頭江音々、豊永阿紀、松岡菜摘、松岡はな、松本日向、水上凜巳花、村重杏奈、本村碧唯、森保まどか、山下エミリー、渡部愛加里 | 運上弘菜、上島楓、神志那結衣、田島芽瑠、田中美久、地頭江音々、豊永阿紀、松岡菜摘、松岡はな、松本日向、水上凜巳花、村重杏奈、本村碧唯、森保まどか、山下エミリー、渡部愛加里 | 運上弘菜、上島楓、神志那結衣、田島芽瑠、田中美久、地頭江音々、豊永阿紀、松岡菜摘、松岡はな、松本日向、水上凜巳花、村重杏奈、本村碧唯、森保まどか、山下エミリー、渡部愛加里 | 運上弘菜、上島楓、神志那結衣、田島芽瑠、田中美久、地頭江音々、豊永阿紀、松岡菜摘、松岡はな、松本日向、水上凜巳花、村重杏奈、本村碧唯、森保まどか、山下エミリー、渡部愛加里 | 13th「3-2」                             | [ 注 55 ]                            |
| 2020 | おしゃべりジュークボックス | HKT48栄光のラビリンスCM選抜2020 | HRK | 野中“まさ”雄一 | 13th「3-2」                             |                                      |
| 2020 | 秋吉優花、荒巻美咲、上野遥、小田彩加、上島楓、栗原紗英、堺萌香、坂口理子、坂本愛玲菜、清水梨央、武田智加、田島芽瑠、地頭江音々、豊永阿紀、渕上舞、渡部愛加里 | 秋吉優花、荒巻美咲、上野遥、小田彩加、上島楓、栗原紗英、堺萌香、坂口理子、坂本愛玲菜、清水梨央、武田智加、田島芽瑠、地頭江音々、豊永阿紀、渕上舞、渡部愛加里 | 秋吉優花、荒巻美咲、上野遥、小田彩加、上島楓、栗原紗英、堺萌香、坂口理子、坂本愛玲菜、清水梨央、武田智加、田島芽瑠、地頭江音々、豊永阿紀、渕上舞、渡部愛加里 | 秋吉優花、荒巻美咲、上野遥、小田彩加、上島楓、栗原紗英、堺萌香、坂口理子、坂本愛玲菜、清水梨央、武田智加、田島芽瑠、地頭江音々、豊永阿紀、渕上舞、渡部愛加里 | 13th「3-2」                             | [ 注 56 ]                            |
| 2020 | キスの花びら | Chou | 中村歩、菊池博人 | 中村歩、菊池博人 | 13th「3-2」                             |                                      |
| 2020 | 神志那結衣、栗原紗英、松岡菜摘、松本日向、宮崎想乃、森保まどか、山下エミリー | | | | 13th「3-2」                             |                                      |
| 2020 | How about you? | Lit charm | OiCHAN | あらケン | 13th「3-2」                             |                                      |
| 2020 | 今田美奈、今村麻莉愛、上野遥、熊沢世莉奈、坂口理子、下野由貴、竹本くるみ、松岡はな、本村碧唯 | | | | 13th「3-2」                             |                                      |
| 2020 | 青春の出口 | | 山田健斗 | 久下真音 | 13th「3-2」                             |                                      |
| 2020 | 秋吉優花、荒巻美咲、石橋颯、市村愛里、伊藤優絵瑠、今田美奈、今村麻莉愛、上野遥、運上弘菜、小川紗奈、小田彩加、上島楓、川平聖、工藤陽香、熊沢世莉奈、栗原紗英、栗山梨奈、神志那結衣、後藤陽菜乃、堺萌香、坂口理子、坂本愛玲菜、坂本りの、清水梨央、下野由貴、石安伊、武田智加、竹本くるみ、田島芽瑠、田中伊桜莉、田中美久、地頭江音々、豊永阿紀、馬場彩華、渕上舞、外薗葉月、松岡菜摘、松岡はな、松本日向、水上凜巳花、宮﨑想乃、村上和叶、村川緋杏、村重杏奈、本村碧唯、森保まどか、山内祐奈、山下エミリー、渡部愛加里                                                                                 | | | | 13th「3-2」                             |                                      |
| 2021 | 君とどこかへ行きたい | つばめ選抜 | 川浦正大 | 野中“まさ”雄一 | 14th「君とどこかへ行きたい」            |                                      |
| 2021 | 栗原紗英、神志那結衣、坂口理子、坂本愛玲菜、田島芽瑠、田中美久、渕上舞、松岡菜摘、松岡はな、村重杏奈、本村碧唯、森保まどか | 栗原紗英、神志那結衣、坂口理子、坂本愛玲菜、田島芽瑠、田中美久、渕上舞、松岡菜摘、松岡はな、村重杏奈、本村碧唯、森保まどか | 栗原紗英、神志那結衣、坂口理子、坂本愛玲菜、田島芽瑠、田中美久、渕上舞、松岡菜摘、松岡はな、村重杏奈、本村碧唯、森保まどか | 栗原紗英、神志那結衣、坂口理子、坂本愛玲菜、田島芽瑠、田中美久、渕上舞、松岡菜摘、松岡はな、村重杏奈、本村碧唯、森保まどか | 14th「君とどこかへ行きたい」            | [ 注 47 ]                            |
| 2021 | 君とどこかへ行きたい | みずほ選抜 | 川浦正大 | 野中“まさ”雄一 | 14th「君とどこかへ行きたい」            |                                      |
| 2021 | 石橋颯、運上弘菜、小田彩加、上島楓、堺萌香、武田智加、竹本くるみ、地頭江音々、豊永阿紀、松本日向、水上凜巳花、渡部愛加里 | 石橋颯、運上弘菜、小田彩加、上島楓、堺萌香、武田智加、竹本くるみ、地頭江音々、豊永阿紀、松本日向、水上凜巳花、渡部愛加里 | 石橋颯、運上弘菜、小田彩加、上島楓、堺萌香、武田智加、竹本くるみ、地頭江音々、豊永阿紀、松本日向、水上凜巳花、渡部愛加里 | 石橋颯、運上弘菜、小田彩加、上島楓、堺萌香、武田智加、竹本くるみ、地頭江音々、豊永阿紀、松本日向、水上凜巳花、渡部愛加里 | 14th「君とどこかへ行きたい」            | [ 注 55 ]                            |
| 2021 | シンデレラなんていない | | 庄司裕 | 庄司裕 | 14th「君とどこかへ行きたい」            |                                      |
| 2021 | 荒巻美咲、伊藤優絵瑠、後藤陽菜乃、田中伊桜莉、清水梨央、石安伊、長野雅、馬場彩華、宮﨑想乃、村上和叶、村川緋杏、山下エミリー | 荒巻美咲、伊藤優絵瑠、後藤陽菜乃、田中伊桜莉、清水梨央、石安伊、長野雅、馬場彩華、宮﨑想乃、村上和叶、村川緋杏、山下エミリー | 荒巻美咲、伊藤優絵瑠、後藤陽菜乃、田中伊桜莉、清水梨央、石安伊、長野雅、馬場彩華、宮﨑想乃、村上和叶、村川緋杏、山下エミリー | 荒巻美咲、伊藤優絵瑠、後藤陽菜乃、田中伊桜莉、清水梨央、石安伊、長野雅、馬場彩華、宮﨑想乃、村上和叶、村川緋杏、山下エミリー | 14th「君とどこかへ行きたい」            | [ 注 57 ]                            |
| 2021 | UFO募集中 | | ジンツチハシ | ジンツチハシ | 14th「君とどこかへ行きたい」            |                                      |
| 2021 | 秋吉優花、市村愛里、今田美奈、今村麻莉愛、上野遥、川平聖、熊沢世莉奈、栗山梨奈、坂本りの、下野由貴、外薗葉月、山内祐奈 | 秋吉優花、市村愛里、今田美奈、今村麻莉愛、上野遥、川平聖、熊沢世莉奈、栗山梨奈、坂本りの、下野由貴、外薗葉月、山内祐奈 | 秋吉優花、市村愛里、今田美奈、今村麻莉愛、上野遥、川平聖、熊沢世莉奈、栗山梨奈、坂本りの、下野由貴、外薗葉月、山内祐奈 | 秋吉優花、市村愛里、今田美奈、今村麻莉愛、上野遥、川平聖、熊沢世莉奈、栗山梨奈、坂本りの、下野由貴、外薗葉月、山内祐奈 | 14th「君とどこかへ行きたい」            | [ 注 58 ]                            |
| 2021 | この道 | 森保まどか | Keigo Nozaka | Keigo Nozaka | 14th「君とどこかへ行きたい」            |                                      |
| 2021 | 森保まどか | | | | 14th「君とどこかへ行きたい」            |                                      |
| 2022 | ビーサンはなぜなくなるのか? | | YU-JIN | YU-JIN | 15th「ビーサンはなぜなくなるのか?」     |                                      |
| 2022 | 石橋颯、市村愛里、今村麻莉愛、運上弘菜、小田彩加、堺萌香、武田智加、竹本くるみ、田中美久、地頭江音々、豊永阿紀、松岡菜摘、松岡はな、本村碧唯、矢吹奈子、渡部愛加里 | 石橋颯、市村愛里、今村麻莉愛、運上弘菜、小田彩加、堺萌香、武田智加、竹本くるみ、田中美久、地頭江音々、豊永阿紀、松岡菜摘、松岡はな、本村碧唯、矢吹奈子、渡部愛加里 | 石橋颯、市村愛里、今村麻莉愛、運上弘菜、小田彩加、堺萌香、武田智加、竹本くるみ、田中美久、地頭江音々、豊永阿紀、松岡菜摘、松岡はな、本村碧唯、矢吹奈子、渡部愛加里 | 石橋颯、市村愛里、今村麻莉愛、運上弘菜、小田彩加、堺萌香、武田智加、竹本くるみ、田中美久、地頭江音々、豊永阿紀、松岡菜摘、松岡はな、本村碧唯、矢吹奈子、渡部愛加里 | 15th「ビーサンはなぜなくなるのか?」     | [ 注 59 ]                            |
| 2022 | 向日葵の水彩画 | | 山田智和 | 住谷翔平 | 15th「ビーサンはなぜなくなるのか?」     |                                      |
| 2022 | 秋吉優花、荒巻美咲、栗原紗英、神志那結衣、坂口理子、坂本愛玲菜、下野由貴、渕上舞、外薗葉月、宮﨑想乃、村川緋杏、山内祐奈、山下エミリー | 秋吉優花、荒巻美咲、栗原紗英、神志那結衣、坂口理子、坂本愛玲菜、下野由貴、渕上舞、外薗葉月、宮﨑想乃、村川緋杏、山内祐奈、山下エミリー | 秋吉優花、荒巻美咲、栗原紗英、神志那結衣、坂口理子、坂本愛玲菜、下野由貴、渕上舞、外薗葉月、宮﨑想乃、村川緋杏、山内祐奈、山下エミリー | 秋吉優花、荒巻美咲、栗原紗英、神志那結衣、坂口理子、坂本愛玲菜、下野由貴、渕上舞、外薗葉月、宮﨑想乃、村川緋杏、山内祐奈、山下エミリー | 15th「ビーサンはなぜなくなるのか?」     | [ 注 60 ]                            |
| 2022 | 充分、しあわせ | | 太志 | 長谷川大介 | 15th「ビーサンはなぜなくなるのか?」     |                                      |
| 2022 | 石橋颯、市村愛里、伊藤優絵瑠、川平聖、栗山梨奈、後藤陽菜乃、坂本りの、石安伊、竹本くるみ、田中伊桜莉、長野雅、馬場彩華、村上和叶、渡部愛加里 | 石橋颯、市村愛里、伊藤優絵瑠、川平聖、栗山梨奈、後藤陽菜乃、坂本りの、石安伊、竹本くるみ、田中伊桜莉、長野雅、馬場彩華、村上和叶、渡部愛加里 | 石橋颯、市村愛里、伊藤優絵瑠、川平聖、栗山梨奈、後藤陽菜乃、坂本りの、石安伊、竹本くるみ、田中伊桜莉、長野雅、馬場彩華、村上和叶、渡部愛加里 | 石橋颯、市村愛里、伊藤優絵瑠、川平聖、栗山梨奈、後藤陽菜乃、坂本りの、石安伊、竹本くるみ、田中伊桜莉、長野雅、馬場彩華、村上和叶、渡部愛加里 | 15th「ビーサンはなぜなくなるのか?」     | [ 注 61 ]                            |
| 2022 | 悲しみの浄化装置 | 最上奈那華 | Toshikazu.K、Smile From The Streets | Toshikazu.K、Smile From The Streets | 15th「ビーサンはなぜなくなるのか?」     |                                      |
| 2022 | 最上奈那華 | | | | 15th「ビーサンはなぜなくなるのか?」     |                                      |
| 2023 | 君はもっとできる | | Toshikazu.K、川浦正大 | Toshikazu.K | 16th「君はもっとできる」                |                                      |
| 2023 | 秋吉優花、井澤美優、石橋颯、市村愛里、今村麻莉愛、運上弘菜、小田彩加、竹本くるみ、田中美久、地頭江音々、豊永阿紀、松岡はな、最上奈那華、本村碧唯、矢吹奈子、渡部愛加里 | 秋吉優花、井澤美優、石橋颯、市村愛里、今村麻莉愛、運上弘菜、小田彩加、竹本くるみ、田中美久、地頭江音々、豊永阿紀、松岡はな、最上奈那華、本村碧唯、矢吹奈子、渡部愛加里 | 秋吉優花、井澤美優、石橋颯、市村愛里、今村麻莉愛、運上弘菜、小田彩加、竹本くるみ、田中美久、地頭江音々、豊永阿紀、松岡はな、最上奈那華、本村碧唯、矢吹奈子、渡部愛加里 | 秋吉優花、井澤美優、石橋颯、市村愛里、今村麻莉愛、運上弘菜、小田彩加、竹本くるみ、田中美久、地頭江音々、豊永阿紀、松岡はな、最上奈那華、本村碧唯、矢吹奈子、渡部愛加里 | 16th「君はもっとできる」                | [ 注 59 ]                            |
| 2023 | クラクションで I love you ! | HKT48栄光のラビリンスCM選抜2022 | 山崎燿 | APAZZI | 16th「君はもっとできる」                |                                      |
| 2023 | 秋吉優花、荒巻美咲、伊藤優絵瑠、今村麻莉愛、小田彩加、川平聖、栗山梨奈、後藤陽菜乃、堺萌香、坂本愛玲菜、武田智加、地頭江音々、豊永阿紀、馬場彩華、渕上舞、村上和叶 | 秋吉優花、荒巻美咲、伊藤優絵瑠、今村麻莉愛、小田彩加、川平聖、栗山梨奈、後藤陽菜乃、堺萌香、坂本愛玲菜、武田智加、地頭江音々、豊永阿紀、馬場彩華、渕上舞、村上和叶 | 秋吉優花、荒巻美咲、伊藤優絵瑠、今村麻莉愛、小田彩加、川平聖、栗山梨奈、後藤陽菜乃、堺萌香、坂本愛玲菜、武田智加、地頭江音々、豊永阿紀、馬場彩華、渕上舞、村上和叶 | 秋吉優花、荒巻美咲、伊藤優絵瑠、今村麻莉愛、小田彩加、川平聖、栗山梨奈、後藤陽菜乃、堺萌香、坂本愛玲菜、武田智加、地頭江音々、豊永阿紀、馬場彩華、渕上舞、村上和叶 | 16th「君はもっとできる」                | [ 注 62 ]                            |
| 2023 | 青春フルスロットル | Team H | SCONE BEATS | APAZZI | 16th「君はもっとできる」                |                                      |
| 2023 | 荒巻美咲、石橋颯、市村愛里、伊藤優絵瑠、運上弘菜、小田彩加、川平聖、栗原紗英、堺萌香、坂本りの、豊永阿紀、渕上舞、最上奈那華、矢吹奈子、山内祐奈、渡部愛加里 | | | | 16th「君はもっとできる」                |                                      |
| 2023 | そういうことFebruary | Team KⅣ | 外山大輔 | 外山大輔 | 16th「君はもっとできる」                |                                      |
| 2023 | 秋吉優花、今村麻莉愛、栗山梨奈、後藤陽菜乃、坂本愛玲菜、武田智加、竹本くるみ、田中伊桜莉、田中美久、地頭江音々、長野雅、馬場彩華、松岡はな、村上和叶、本村碧唯、山下エミリー | | | | 16th「君はもっとできる」                |                                      |
| 2023 | バケツを被れ! | | 渡辺淳 | APAZZI | 17th「バケツを被れ！」                  |                                      |
| 2023 | 井澤美優、石橋颯、市村愛里、伊藤優絵瑠、今村麻莉愛、江口心々華、栗原紗英、竹本くるみ、田中美久、地頭江音々、豊永阿紀、松岡はな、最上奈那華、梁瀬鈴雅、山下エミリー、渋井美奈 | 井澤美優、石橋颯、市村愛里、伊藤優絵瑠、今村麻莉愛、江口心々華、栗原紗英、竹本くるみ、田中美久、地頭江音々、豊永阿紀、松岡はな、最上奈那華、梁瀬鈴雅、山下エミリー、渋井美奈 | 井澤美優、石橋颯、市村愛里、伊藤優絵瑠、今村麻莉愛、江口心々華、栗原紗英、竹本くるみ、田中美久、地頭江音々、豊永阿紀、松岡はな、最上奈那華、梁瀬鈴雅、山下エミリー、渋井美奈 | 井澤美優、石橋颯、市村愛里、伊藤優絵瑠、今村麻莉愛、江口心々華、栗原紗英、竹本くるみ、田中美久、地頭江音々、豊永阿紀、松岡はな、最上奈那華、梁瀬鈴雅、山下エミリー、渋井美奈 | 17th「バケツを被れ！」                  | [ 注 63 ]                            |
| 2023 | 僕たちは裏切った | | 柳沢英樹 | 柳沢英樹 | 17th「バケツを被れ！」                  |                                      |
| 2023 | 石橋颯、市村愛里、伊藤優絵瑠、今村麻莉愛、川平聖、栗原紗英、栗山梨奈、堺萌香、坂本りの、竹本くるみ、田中伊桜莉、田中美久、地頭江音々、豊永阿紀、松岡はな、山下エミリー | | | | 17th「バケツを被れ！」                  |                                      |
| 2023 | 待ちやがれ！ | | ジンツチハシ | ジンツチハシ | 17th「バケツを被れ！」                  |                                      |
| 2023 | 秋吉優花、荒巻美咲、川平聖、栗山梨奈、堺萌香、坂本愛玲菜、坂本りの、田中伊桜莉、渕上舞、山内祐奈 | | | | 17th「バケツを被れ！」                  |                                      |
| 2023 | 生きがい | | 上田晃司 | 住谷翔平 | 17th「バケツを被れ！」                  |                                      |
| 2023 | 井澤美優、江口心々華、最上奈那華、梁瀬鈴雅、生野莉奈、石松結菜、猪原絆愛、大内梨果、大庭凜咲、北川陽彩、渋井美奈、立花心良、福井可憐、藤野心葉、松本羽麗、森﨑冴彩、安井妃奈 | | | | 17th「バケツを被れ！」                  |                                      |
| 2024 | 僕はやっと君を心配できる | | 三谷秀甫 | 三谷秀甫、藤代佑太郎 | 18th「僕はやっと君を心配できる」        |                                      |
| 2024 | 井澤美優、石橋颯、市村愛里、今村麻莉愛、江浦優香、江口心々華、栗原紗英、栗山梨奈、渋井美奈、竹本くるみ、地頭江音々、豊永阿紀、龍頭綺音、松岡はな、最上奈那華、梁瀬鈴雅 | 井澤美優、石橋颯、市村愛里、今村麻莉愛、江浦優香、江口心々華、栗原紗英、栗山梨奈、渋井美奈、竹本くるみ、地頭江音々、豊永阿紀、龍頭綺音、松岡はな、最上奈那華、梁瀬鈴雅 | 井澤美優、石橋颯、市村愛里、今村麻莉愛、江浦優香、江口心々華、栗原紗英、栗山梨奈、渋井美奈、竹本くるみ、地頭江音々、豊永阿紀、龍頭綺音、松岡はな、最上奈那華、梁瀬鈴雅 | 井澤美優、石橋颯、市村愛里、今村麻莉愛、江浦優香、江口心々華、栗原紗英、栗山梨奈、渋井美奈、竹本くるみ、地頭江音々、豊永阿紀、龍頭綺音、松岡はな、最上奈那華、梁瀬鈴雅 | 18th「僕はやっと君を心配できる」        | [ 注 63 ]                            |
| 2024 | こんな時代に... | HKT48栄光のラビリンスCM選抜2024 | 三谷秀甫 | 三谷秀甫、藤代佑太郎 | 18th「僕はやっと君を心配できる」        |                                      |
| 2024 | 秋吉優花、荒巻美咲、生野莉奈、石松結菜、猪原絆愛、今村麻莉愛、江口心々華、大内梨果、北川陽彩、坂本りの、田中伊桜莉、立花心良、渕上舞、森﨑冴彩、梁瀬鈴雅、山内祐奈 | 秋吉優花、荒巻美咲、生野莉奈、石松結菜、猪原絆愛、今村麻莉愛、江口心々華、大内梨果、北川陽彩、坂本りの、田中伊桜莉、立花心良、渕上舞、森﨑冴彩、梁瀬鈴雅、山内祐奈 | 秋吉優花、荒巻美咲、生野莉奈、石松結菜、猪原絆愛、今村麻莉愛、江口心々華、大内梨果、北川陽彩、坂本りの、田中伊桜莉、立花心良、渕上舞、森﨑冴彩、梁瀬鈴雅、山内祐奈 | 秋吉優花、荒巻美咲、生野莉奈、石松結菜、猪原絆愛、今村麻莉愛、江口心々華、大内梨果、北川陽彩、坂本りの、田中伊桜莉、立花心良、渕上舞、森﨑冴彩、梁瀬鈴雅、山内祐奈 | 18th「僕はやっと君を心配できる」        | [ 注 64 ]                            |
| 2024 | Lonely subway | Team H | 中村泰輔 | 中村泰輔 | 18th「僕はやっと君を心配できる」        |                                      |
| 2024 | 荒巻美咲、生野莉奈、石橋颯、石松結菜、市村愛里、伊藤優絵瑠、川平聖、北川陽彩、栗原紗英、坂本りの、渋井美奈、豊永阿紀、藤野心葉、渕上舞、最上奈那華、梁瀬鈴雅、山内祐奈 | | | | 18th「僕はやっと君を心配できる」        |                                      |
| 2024 | 最強アイドルよろしく! | Team KⅣ | 中村歩、菊池博人 | 菊池博人、中村歩 | 18th「僕はやっと君を心配できる」        |                                      |
| 2024 | 秋吉優花、井澤美優、猪原絆愛、今村麻莉愛、江口心々華、大内梨果、大庭凜咲、栗山梨奈、坂本愛玲菜、竹本くるみ、立花心良、田中伊桜莉、地頭江音々、福井可憐、松岡はな、森﨑冴彩、安井妃奈 | | | | 18th「僕はやっと君を心配できる」        |                                      |
| 2025 | 半袖天使 | | 井口貴弘、Fi'Ne | Fi'Ne | 19th「半袖天使」                        |                                      |
| 2025 | 井澤美優、石橋颯、市村愛里、猪原絆愛、今村麻莉愛、江浦優香、江口心々華、栗原紗英、栗山梨奈、渋井美奈、竹本くるみ、地頭江音々、豊永阿紀、梁瀬鈴雅、山内祐奈、龍頭綺音 | 井澤美優、石橋颯、市村愛里、猪原絆愛、今村麻莉愛、江浦優香、江口心々華、栗原紗英、栗山梨奈、渋井美奈、竹本くるみ、地頭江音々、豊永阿紀、梁瀬鈴雅、山内祐奈、龍頭綺音 | 井澤美優、石橋颯、市村愛里、猪原絆愛、今村麻莉愛、江浦優香、江口心々華、栗原紗英、栗山梨奈、渋井美奈、竹本くるみ、地頭江音々、豊永阿紀、梁瀬鈴雅、山内祐奈、龍頭綺音 | 井澤美優、石橋颯、市村愛里、猪原絆愛、今村麻莉愛、江浦優香、江口心々華、栗原紗英、栗山梨奈、渋井美奈、竹本くるみ、地頭江音々、豊永阿紀、梁瀬鈴雅、山内祐奈、龍頭綺音 | 19th「半袖天使」                        | [ 注 65 ]                            |
| 2025 | 塩味のキス | | 板垣祐介 | 板垣祐介 | 19th「半袖天使」                        |                                      |
| 2025 | 秋吉優花、生野莉奈、石井彩音、石松結菜、大内梨果、大庭凜咲、北川陽彩、坂本りの、立花心良、田中伊桜莉、中野南実、福井可憐、藤野心葉、松永悠良、森﨑冴彩、安井妃奈 | | | | 19th「半袖天使」                        |                                      |
| 2025 | 雨が上がるその瞬間 | | オオヤギヒロオ | オオヤギヒロオ | 19th「半袖天使」                        |                                      |
| 2025 | 石橋颯、今村麻莉愛、北川陽彩、竹本くるみ、地頭江音々、豊永阿紀 | | | | 19th「半袖天使」                        |                                      |
| 2025 | 夏のせいじゃない | | youth case | YouSee | 19th「半袖天使」                        |                                      |
| 2025 | 石松結菜、江浦優香、龍頭綺音 | | | | 19th「半袖天使」                        |                                      |

## アルバム
| 年   | 楽曲名 | 名義 | 作曲 | 編曲 | 収録                        | 脚注            |
| 年   | 歌唱メンバー | 歌唱メンバー | 歌唱メンバー | 歌唱メンバー | 収録                        | 脚注            |
| ---- | --- | --- | --- | --- | --------------------------- | --------------- |
| 2017 | 人差し指の銃弾 | | 鈴木智貴 | APAZZI | 1st『092』                  |                 |
| 2017 | 植木南央、兒玉遥、指原莉乃、田島芽瑠、田中美久、月足天音、冨吉明日香、朝長美桜、豊永阿紀、渕上舞、松岡菜摘、松岡はな、宮脇咲良、本村碧唯、森保まどか、矢吹奈子                                                                                         | 植木南央、兒玉遥、指原莉乃、田島芽瑠、田中美久、月足天音、冨吉明日香、朝長美桜、豊永阿紀、渕上舞、松岡菜摘、松岡はな、宮脇咲良、本村碧唯、森保まどか、矢吹奈子        | 植木南央、兒玉遥、指原莉乃、田島芽瑠、田中美久、月足天音、冨吉明日香、朝長美桜、豊永阿紀、渕上舞、松岡菜摘、松岡はな、宮脇咲良、本村碧唯、森保まどか、矢吹奈子        | 植木南央、兒玉遥、指原莉乃、田島芽瑠、田中美久、月足天音、冨吉明日香、朝長美桜、豊永阿紀、渕上舞、松岡菜摘、松岡はな、宮脇咲良、本村碧唯、森保まどか、矢吹奈子        | 1st『092』                  | [ 注 2 ] [ 41 ] |
| 2017 | 2018年の橋 | | 谷村庸平 | 佐々木裕 | 1st『092』                  |                 |
| 2017 | 兒玉遥、指原莉乃、田島芽瑠、朝長美桜、宮脇咲良 | | | | 1st『092』                  |                 |
| 2017 | 僕らのStand By Me | 2期生 | 多田慎也 | APAZZI | 1st『092』                  |                 |
| 2017 | 秋吉優花、岩花詩乃、宇井真白、上野遥、神志那結衣、駒田京伽、坂口理子、田島芽瑠、田中優香、冨吉明日香、朝長美桜、渕上舞、山田麻莉奈 | 秋吉優花、岩花詩乃、宇井真白、上野遥、神志那結衣、駒田京伽、坂口理子、田島芽瑠、田中優香、冨吉明日香、朝長美桜、渕上舞、山田麻莉奈                                    | 秋吉優花、岩花詩乃、宇井真白、上野遥、神志那結衣、駒田京伽、坂口理子、田島芽瑠、田中優香、冨吉明日香、朝長美桜、渕上舞、山田麻莉奈                                    | 秋吉優花、岩花詩乃、宇井真白、上野遥、神志那結衣、駒田京伽、坂口理子、田島芽瑠、田中優香、冨吉明日香、朝長美桜、渕上舞、山田麻莉奈                                    | 1st『092』                  | [ 注 7 ]        |
| 2017 | ファンミーティング | F24 | フジノタカフミ | フジノタカフミ、 島田尚 | 1st『092』                  |                 |
| 2017 | 荒巻美咲、今村麻莉愛、運上弘菜、小田彩加、栗原紗英、堺萌香、坂本愛玲菜、清水梨央、武田智加、田島芽瑠、田中美久、地頭江音々、月足天音、朝長美桜、豊永阿紀、外薗葉月、松岡はな、松本日向、宮﨑想乃、村川緋杏、矢吹奈子、山内祐奈、山下エミリー、山本茉央 | | | | 1st『092』                  |                 |
| 2017 | パッションフルーツの秘密 | Chou | 横岡伸翔 | 三好啓太 | 1st『092』                  |                 |
| 2017 | 栗原紗英、松岡菜摘、松本日向、宮﨑想乃、森保まどか、山下エミリー | | | | 1st『092』                  |                 |
| 2021 | 突然 Do love me! | | | | 2nd『アウトスタンディング』 |                 |
| 2021 | 石橋颯、運上弘菜、神志那結衣、堺萌香、武田智加、竹本くるみ、田島芽瑠、田中美久、地頭江音々、豊永阿紀、 松岡菜摘、松岡はな、水上凜巳花、本村碧唯、矢吹奈子、渡部愛加里                                                                                  | 石橋颯、運上弘菜、神志那結衣、堺萌香、武田智加、竹本くるみ、田島芽瑠、田中美久、地頭江音々、豊永阿紀、 松岡菜摘、松岡はな、水上凜巳花、本村碧唯、矢吹奈子、渡部愛加里 | 石橋颯、運上弘菜、神志那結衣、堺萌香、武田智加、竹本くるみ、田島芽瑠、田中美久、地頭江音々、豊永阿紀、 松岡菜摘、松岡はな、水上凜巳花、本村碧唯、矢吹奈子、渡部愛加里 | 石橋颯、運上弘菜、神志那結衣、堺萌香、武田智加、竹本くるみ、田島芽瑠、田中美久、地頭江音々、豊永阿紀、 松岡菜摘、松岡はな、水上凜巳花、本村碧唯、矢吹奈子、渡部愛加里 | 2nd『アウトスタンディング』 | [ 注 59 ]       |
| 2021 | SNS WORLD | 栄光のラビリンスCM選抜2021 | | | 2nd『アウトスタンディング』 |                 |
| 2021 | 秋吉優花、荒巻美咲、石橋颯、市村愛里、今村麻莉愛、上野遥、上島楓、後藤陽菜乃、堺萌香、武田智加、田島芽瑠、地頭江音々、馬場彩華、渕上舞、山内祐奈、渡部愛加里                                                                                           | 秋吉優花、荒巻美咲、石橋颯、市村愛里、今村麻莉愛、上野遥、上島楓、後藤陽菜乃、堺萌香、武田智加、田島芽瑠、地頭江音々、馬場彩華、渕上舞、山内祐奈、渡部愛加里          | 秋吉優花、荒巻美咲、石橋颯、市村愛里、今村麻莉愛、上野遥、上島楓、後藤陽菜乃、堺萌香、武田智加、田島芽瑠、地頭江音々、馬場彩華、渕上舞、山内祐奈、渡部愛加里          | 秋吉優花、荒巻美咲、石橋颯、市村愛里、今村麻莉愛、上野遥、上島楓、後藤陽菜乃、堺萌香、武田智加、田島芽瑠、地頭江音々、馬場彩華、渕上舞、山内祐奈、渡部愛加里          | 2nd『アウトスタンディング』 | [ 注 1 ]        |
| 2021 | あっけない粉雪 | | | | 2nd『アウトスタンディング』 |                 |
| 2021 | 石橋颯、運上弘菜、田中美久、矢吹奈子、渡部愛加里 | | | | 2nd『アウトスタンディング』 |                 |
| 2021 | わたしのふるさと | | | | 2nd『アウトスタンディング』 |                 |
| 2021 | 田中美久 | | | | 2nd『アウトスタンディング』 |                 |
| 2021 | 全然 変わらない | | | | 2nd『アウトスタンディング』 |                 |
| 2021 | 秋吉優花、市村愛里、神志那結衣、堺萌香、坂本愛玲菜、豊永阿紀、外薗葉月 | | | | 2nd『アウトスタンディング』 |                 |
| 2021 | HAKATA吸血鬼 | | | |                             |                 |
| 2021 | 今村麻莉愛、上野遥、栗原紗英、坂口理子、下野由貴、竹本くるみ、地頭江音々、松岡菜摘、松岡はな、本村碧唯、山下エミリー | | | |                             |                 |

## その他
| 年   | 楽曲名 | 名義 | 作曲 | 編曲 | 収録                                                       | 脚注             |
| 年   | 歌唱メンバー | 歌唱メンバー | 歌唱メンバー | 歌唱メンバー | 収録                                                       | 脚注             |
| ---- | --- | --- | --- | --- | ---------------------------------------------------------- | ---------------- |
| 2012 | 初恋バタフライ | | 杉山勝彦 | 生田真心 | AKB48 29thシングル「永遠プレッシャー」                     | [ 注 66 ]        |
| 2012 | 穴井千尋、植木南央、多田愛佳、兒玉遥、指原莉乃、下野由貴、田島芽瑠、朝長美桜、中西智代梨、渕上舞、松岡菜摘、宮脇咲良、村重杏奈、本村碧唯、森保まどか、若田部遥                           | 穴井千尋、植木南央、多田愛佳、兒玉遥、指原莉乃、下野由貴、田島芽瑠、朝長美桜、中西智代梨、渕上舞、松岡菜摘、宮脇咲良、村重杏奈、本村碧唯、森保まどか、若田部遥                           | 穴井千尋、植木南央、多田愛佳、兒玉遥、指原莉乃、下野由貴、田島芽瑠、朝長美桜、中西智代梨、渕上舞、松岡菜摘、宮脇咲良、村重杏奈、本村碧唯、森保まどか、若田部遥                           | 穴井千尋、植木南央、多田愛佳、兒玉遥、指原莉乃、下野由貴、田島芽瑠、朝長美桜、中西智代梨、渕上舞、松岡菜摘、宮脇咲良、村重杏奈、本村碧唯、森保まどか、若田部遥                           | AKB48 29thシングル「永遠プレッシャー」                     | [ 注 1 ] [ 42 ]  |
| 2013 | タンスのゲン | | 中島信也 | | 配信限定                                                   | 作詞：中島信也   |
| 2013 | 穴井千尋、多田愛佳、兒玉遥、指原莉乃、田島芽瑠、朝長美桜、松岡菜摘、宮脇咲良、村重杏奈、森保まどか                                                                                       | 穴井千尋、多田愛佳、兒玉遥、指原莉乃、田島芽瑠、朝長美桜、松岡菜摘、宮脇咲良、村重杏奈、森保まどか                                                                                       | 穴井千尋、多田愛佳、兒玉遥、指原莉乃、田島芽瑠、朝長美桜、松岡菜摘、宮脇咲良、村重杏奈、森保まどか                                                                                       | 穴井千尋、多田愛佳、兒玉遥、指原莉乃、田島芽瑠、朝長美桜、松岡菜摘、宮脇咲良、村重杏奈、森保まどか                                                                                       | 配信限定                                                   | [ 注 1 ]         |
| 2013 | ウインクは3回 | | truly truth | 野中“まさ”雄一 | AKB48 34thシングル「鈴懸の木の道で……」                     |                  |
| 2013 | 穴井千尋、多田愛佳、岡田栞奈、熊沢世莉奈、兒玉遥、指原莉乃、田島芽瑠、田中菜津美、朝長美桜、渕上舞、松岡菜摘、宮脇咲良、村重杏奈、本村碧唯、森保まどか、矢吹奈子                         | 穴井千尋、多田愛佳、岡田栞奈、熊沢世莉奈、兒玉遥、指原莉乃、田島芽瑠、田中菜津美、朝長美桜、渕上舞、松岡菜摘、宮脇咲良、村重杏奈、本村碧唯、森保まどか、矢吹奈子                         | 穴井千尋、多田愛佳、岡田栞奈、熊沢世莉奈、兒玉遥、指原莉乃、田島芽瑠、田中菜津美、朝長美桜、渕上舞、松岡菜摘、宮脇咲良、村重杏奈、本村碧唯、森保まどか、矢吹奈子                         | 穴井千尋、多田愛佳、岡田栞奈、熊沢世莉奈、兒玉遥、指原莉乃、田島芽瑠、田中菜津美、朝長美桜、渕上舞、松岡菜摘、宮脇咲良、村重杏奈、本村碧唯、森保まどか、矢吹奈子                         | AKB48 34thシングル「鈴懸の木の道で……」                     | [ 注 59 ] [ 43 ] |
| 2015 | 大人列車 | | 外山大輔 | 野中“まさ”雄一 | AKB48 39thシングル「Green Flash」                          |                  |
| 2015 | 秋吉優花、穴井千尋、多田愛佳、兒玉遥、駒田京伽、坂口理子、指原莉乃、田島芽瑠、田中美久、冨吉明日香、朝長美桜、松岡菜摘、宮脇咲良、本村碧唯、森保まどか、矢吹奈子                         | 秋吉優花、穴井千尋、多田愛佳、兒玉遥、駒田京伽、坂口理子、指原莉乃、田島芽瑠、田中美久、冨吉明日香、朝長美桜、松岡菜摘、宮脇咲良、本村碧唯、森保まどか、矢吹奈子                         | 秋吉優花、穴井千尋、多田愛佳、兒玉遥、駒田京伽、坂口理子、指原莉乃、田島芽瑠、田中美久、冨吉明日香、朝長美桜、松岡菜摘、宮脇咲良、本村碧唯、森保まどか、矢吹奈子                         | 秋吉優花、穴井千尋、多田愛佳、兒玉遥、駒田京伽、坂口理子、指原莉乃、田島芽瑠、田中美久、冨吉明日香、朝長美桜、松岡菜摘、宮脇咲良、本村碧唯、森保まどか、矢吹奈子                         | AKB48 39thシングル「Green Flash」                          | [ 注 3 ]         |
| 2016 | Make noise | | 外山大輔 | 佐々木裕 | AKB48 43rdシングル「君はメロディー」                       |                  |
| 2016 | 穴井千尋、宇井真白、多田愛佳、熊沢世莉奈、神志那結衣、兒玉遥、坂口理子、指原莉乃、田島芽瑠、田中美久、朝長美桜、松岡菜摘、宮脇咲良、本村碧唯、森保まどか、矢吹奈子                       | 穴井千尋、宇井真白、多田愛佳、熊沢世莉奈、神志那結衣、兒玉遥、坂口理子、指原莉乃、田島芽瑠、田中美久、朝長美桜、松岡菜摘、宮脇咲良、本村碧唯、森保まどか、矢吹奈子                       | 穴井千尋、宇井真白、多田愛佳、熊沢世莉奈、神志那結衣、兒玉遥、坂口理子、指原莉乃、田島芽瑠、田中美久、朝長美桜、松岡菜摘、宮脇咲良、本村碧唯、森保まどか、矢吹奈子                       | 穴井千尋、宇井真白、多田愛佳、熊沢世莉奈、神志那結衣、兒玉遥、坂口理子、指原莉乃、田島芽瑠、田中美久、朝長美桜、松岡菜摘、宮脇咲良、本村碧唯、森保まどか、矢吹奈子                       | AKB48 43rdシングル「君はメロディー」                       | [ 注 4 ] [ 44 ]  |
| 2017 | 止まらない観覧車 | | FURUTA、Dr.Lilcom | Dr.Lilcom | AKB48 47thシングル「シュートサイン」                       |                  |
| 2017 | 井上由莉耶、栗原紗英、神志那結衣、兒玉遥、指原莉乃、武田智加、田島芽瑠、田中美久、田中優香、朝長美桜、渕上舞、松岡菜摘、松岡はな、宮脇咲良、本村碧唯、森保まどか、矢吹奈子、山下エミリー | 井上由莉耶、栗原紗英、神志那結衣、兒玉遥、指原莉乃、武田智加、田島芽瑠、田中美久、田中優香、朝長美桜、渕上舞、松岡菜摘、松岡はな、宮脇咲良、本村碧唯、森保まどか、矢吹奈子、山下エミリー | 井上由莉耶、栗原紗英、神志那結衣、兒玉遥、指原莉乃、武田智加、田島芽瑠、田中美久、田中優香、朝長美桜、渕上舞、松岡菜摘、松岡はな、宮脇咲良、本村碧唯、森保まどか、矢吹奈子、山下エミリー | 井上由莉耶、栗原紗英、神志那結衣、兒玉遥、指原莉乃、武田智加、田島芽瑠、田中美久、田中優香、朝長美桜、渕上舞、松岡菜摘、松岡はな、宮脇咲良、本村碧唯、森保まどか、矢吹奈子、山下エミリー | AKB48 47thシングル「シュートサイン」                       | [ 注 22 ] [ 45 ] |
| 2018 | ぶっ倒れるまで | | バグベア | 野中“まさ”雄一 | AKB48 51stシングル「ジャーバージャ」                       |                  |
| 2018 | 岩花詩乃、神志那結衣、駒田京伽、指原莉乃、田島芽瑠、田中美久、冨吉明日香、朝長美桜、豊永阿紀、松岡菜摘、松岡はな、宮脇咲良、村川緋杏、本村碧唯、森保まどか、矢吹奈子                     | 岩花詩乃、神志那結衣、駒田京伽、指原莉乃、田島芽瑠、田中美久、冨吉明日香、朝長美桜、豊永阿紀、松岡菜摘、松岡はな、宮脇咲良、村川緋杏、本村碧唯、森保まどか、矢吹奈子                     | 岩花詩乃、神志那結衣、駒田京伽、指原莉乃、田島芽瑠、田中美久、冨吉明日香、朝長美桜、豊永阿紀、松岡菜摘、松岡はな、宮脇咲良、村川緋杏、本村碧唯、森保まどか、矢吹奈子                     | 岩花詩乃、神志那結衣、駒田京伽、指原莉乃、田島芽瑠、田中美久、冨吉明日香、朝長美桜、豊永阿紀、松岡菜摘、松岡はな、宮脇咲良、村川緋杏、本村碧唯、森保まどか、矢吹奈子                     | AKB48 51stシングル「ジャーバージャ」                       | [ 注 68 ] [ 46 ] |
| 2021 | 思い出にするにはまだ早すぎる | | 小網準 | | 配信限定 HKT48 2ndアルバム『アウトスタンディング』に収録。 |                  |
| 2021 | 今田美奈、熊沢世莉奈、下野由貴、松岡菜摘、宮脇咲良、村重杏奈、本村碧唯 | 今田美奈、熊沢世莉奈、下野由貴、松岡菜摘、宮脇咲良、村重杏奈、本村碧唯 | 今田美奈、熊沢世莉奈、下野由貴、松岡菜摘、宮脇咲良、村重杏奈、本村碧唯 | 今田美奈、熊沢世莉奈、下野由貴、松岡菜摘、宮脇咲良、村重杏奈、本村碧唯 | 配信限定 HKT48 2ndアルバム『アウトスタンディング』に収録。 | [ 注 70 ] [ 47 ] |

## 未音源化
| 年   | 楽曲名 | 名義           | 作曲       | 編曲  | 脚注           |
| 年   | 備考 | 備考           | 備考       | 備考  | 脚注           |
| ---- | --- | -------------- | ---------- | ----- | -------------- |
| 2016 | ハル、はじまるキャンペーンの唄 |                | 吉田ゐさお |       | 作詞：中村太洸 |
| 2016 | 三菱食品「HKT48×ローソン ハル、はじまる。キャンペーン」CMソング。 歌唱メンバー：穴井千尋、今村麻莉愛、神志那結衣、兒玉遥、朝長美桜 |                |            |       |                |
| 2021 | 水色アルタイル | しゅがーすたー | eichi      | eichi | 作詞：田中美久 |
| 2021 | 「HKT48、劇団はじめます - チームミュン密」『水色アルタイル』主題歌。 歌唱メンバー：石橋颯、上野遥、運上弘菜、松岡菜摘、村上和叶    |                |            |       |                |
| 2021 | カギトナル |                | 坂本愛玲菜 | noto  | 作詞：豊永阿紀 |
| 2021 | 「HKT48、劇団はじめます - チームごりらぐみ」『不本意アンロック』主題歌。 歌唱メンバー：坂本愛玲菜                                  |                |            |       |                |

## 企画曲
| 年   | 楽曲名           | 名義             | 作詞             | 作曲             | 編曲       | 収録・披露・解説 | 備考 |
| ---- | ---------------- | ---------------- | ---------------- | ---------------- | ---------- | --- | ---- |
| 2018 | ALFACE SMILE     | 田中美久         | 萩島宏、石井亮輔 | 石井亮輔         | 龍田洪     | ロハス製薬「オルフェス」CMソング |      |
| 2018 | わたしのふるさと | 田中美久         | 田中美久         | 井上トモノリ     | 外山大輔   | AKB48 49thシングル 選抜総選挙での公約を基に制作され、『AKB48 SHOW!』で公開されたオリジナルMVの楽曲。 HKT48 2ndアルバム『アウトスタンディング』に収録。 |      |
| 2020 | ツユツユダンス   | 松岡菜摘 (HKT48) | 松岡菜摘 (HKT48) | 松岡菜摘 (HKT48) |            | ヤマキ「めんつゆ」プロモーションムービー使用楽曲。 |      |
| 2020 | 記憶-memorize-   | 秋吉優花 (HKT48) | eichi            | eichi            |            | 北九州映画プレミアムソング。 |      |
| 2021 | Happy            | 今村麻莉愛       | 多胡邦夫         | 多胡邦夫         |            | アニメ「ぐんまちゃん」エンディング曲。 ソングコレクションアルバム『SWITCH！-ぐんまちゃん SONG COLLECTION-』に収録。                                    |      |
| 2021 | 逢いたい         | 坂本愛玲菜       | eichi            | eichi            | eichi      | 映画「想い出を、ラブソングにのせて」主題歌 |      |
| 2021 | LIFE             | 秋吉優花         | H（eichi）       | H（eichi）       | H（eichi） | 映画「想い出を、ラブソングにのせて」劇中歌 |      |
| 2023 | はかたおもい     | 秋吉優花         | 秋吉優花         | 秋吉優花         |            | |      |

## 替え歌
| 年 | 楽曲名                          | 名義       | 原曲                 | 収録・披露                                                                                  | 脚注   |
| -- | ------------------------------- | ---------- | -------------------- | ------------------------------------------------------------------------------------------- | ------ |
|    | HKT48                           |            | AKB48                | 『HKT48 研究生公演「PARTYが始まるよ」』など                                                 |        |
|    | 台湾48                          |            | AKB48                | 『HKT48全国ツアー 〜全国統一終わっとらんけん〜番外編in台北』において披露。                  |        |
|    | 香港48                          |            | AKB48                | 『HKT48全国ツアー 〜全国統一終わっとらんけん〜番外編in香港』において披露。                  |        |
|    | 転がる石になれ （チームH ver.） | チームH    | 転がる石になれ       | HKT48 チームH 2nd Stage「青春ガールズ」                                                     |        |
|    | 転がる石になれ （HKT48 ver.）   | 研究生     | 転がる石になれ       | HKT48 研究生「脳内パラダイス」                                                              |        |
|    | よっしゃーHKT!                  | ひまわり組 | ワッショイB!         | HKT48 ひまわり組公演「パジャマドライブ」                                                    |        |
|    | チームKIV推し                   | チームKIV  | チームB推し          | HKT48 チームKIV 1st Stage「シアターの女神」                                                 |        |
|    | チームH推し                     | チームH    | チームB推し          | HKT48 チームH 4th Stage「シアターの女神」                                                   |        |
|    | 君のことが好きやけん            | チームH    | 君のことが好きだから | HKT48 チームH「博多レジェンド」 3rdシングル「桜、みんなで食べた」劇場盤に音源が収録された。 |        |
|    | サシハラブ!                     | 指原莉乃   | マツムラブ!          | 『第3回AKB48紅白対抗歌合戦』において披露。                                                  |        |
|    | みやわきー                      | 宮脇咲良   | わるきー             | 『HKT48 九州7県ツアー 〜可愛い子には旅をさせよ〜』鹿児島公演昼の部において披露。            |        |
|    | 20人姉妹の歌                    | チームH    | 16人姉妹の歌         | HKT48 チームH 3rd Stage「最終ベルが鳴る」                                                   |        |
|    | 15人姉妹の歌                    | チームKIV  | 16人姉妹の歌         | HKT48 チームKIV 2nd Stage「最終ベルが鳴る」                                                 |        |
|    | てっぺんとっちゃーけん!         |            | てっぺんとったんで!  | 『HKT48アリーナツアー 〜可愛い子にはもっと旅をさせよ〜』福岡公演において初披露。            |        |
|    | HKT参上!                        |            | AKB参上!             | 『HKT48全国ツアー 〜全国統一終わっとらんけん〜』神奈川公演において披露。                    |        |
|    | ハカタガール                    |            | イビサガール         | 『5周年記念特別公演』において披露。                                                         | [ 52 ] |